# Gömnigk

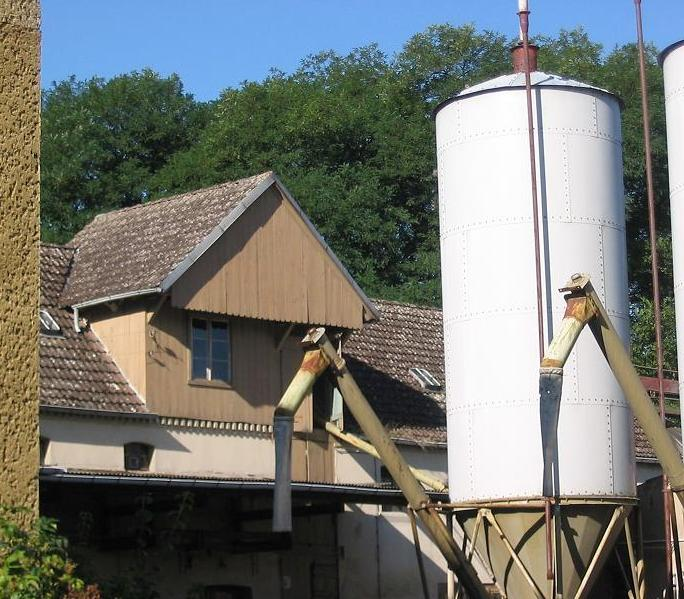
Alte Mühle

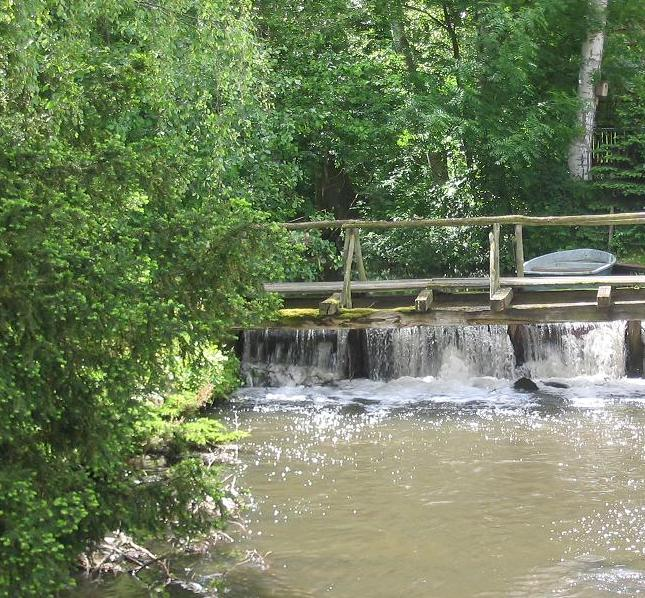
Plane an der Neuen Mühle

Das Straßendorf Gömnigk ist ein Gemeindeteil der Stadt Brück im Brandenburger Landkreis Potsdam-Mittelmark. Der Ort mit etwa 250 Einwohnern liegt im Naturpark Hoher Fläming am Fläminghauptfließ Plane. Der Fluss trieb in dem landwirtschaftlich geprägten Dorf zwei Wassermühlen an. Das 1251 erstmals erwähnte Gömnigk liegt in einem Gebiet, um dessen Besitz Sachsen und Brandenburg bis 1815 stritten.
Da einige mittelalterliche Geschichtsabschnitte Gömnigks mit umfangreichem Quellenmaterial gut dokumentiert sind, lassen sich am Beispiel des Dorfes ländliche Entwicklungslinien in der Mark Brandenburg nachzeichnen. Dazu gehören Veränderungen in der ländlichen Sozialstruktur, die Auswirkung von Bränden auf die Fortschritte im Haus- und Hofbau und die Mühlengeschichte. Die Geschichte der Dorfschule enthält bewahrenswerte Aspekte zur Pädagogik im 19. und 20. Jahrhundert und zur finanziellen Ausstattung der Lehrer in dieser Zeit. Zudem verfügt Gömnigk über eine mittelalterliche Feldsteinkirche mit einem Fachwerk-Giebelturm.

## Lage und naturräumliche Einbindung

### Nachbardörfer und Verkehrsanbindung
Der Ort liegt zwischen dem Brücker Vorort Rottstock im Nordosten und dem rund zwei Kilometer entfernten Bad Belziger Ortsteil Neschholz im Südwesten. Längs durch den Ort verläuft die Bundesstraße 246. In unmittelbarer Nachbarschaft schließt sich nordwestlich das Dorf Trebitz an, das als Gemeindeteil gleichfalls zu Brück gehört. Fünf Kilometer östlich liegt neben der Autobahn 9 der Ortsteil Linthe der gleichnamigen Gemeinde.

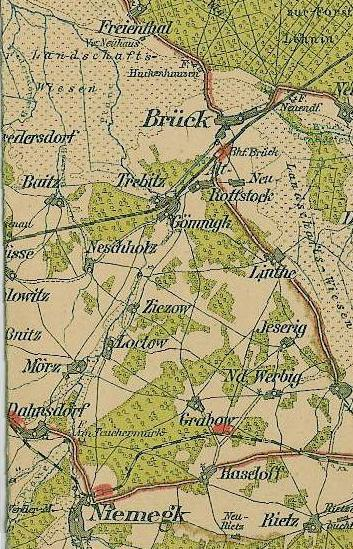
Pharus-Plan von 1903; noch ohne Autobahn A 9

Rund einhundert Meter westlich von Gömnigk führt durch Trebitz die Trasse der Wetzlarer Bahn, der Eisenbahnstrecke zwischen Berlin und Dessau. Stündlich verkehrt der Regional-Express (RE 7) nach Berlin und Bad Belzig und zweistündlich nach Dessau (von Bad Belzig). Die nächsten Haltepunkte liegen in Brück oder bei Baitz.

### Planetal
Gömnigk befindet sich am östlichen Rand innerhalb des Naturparks Hoher Fläming. Westlich des Dorfes fließt die Plane in die Belziger Landschaftswiesen.

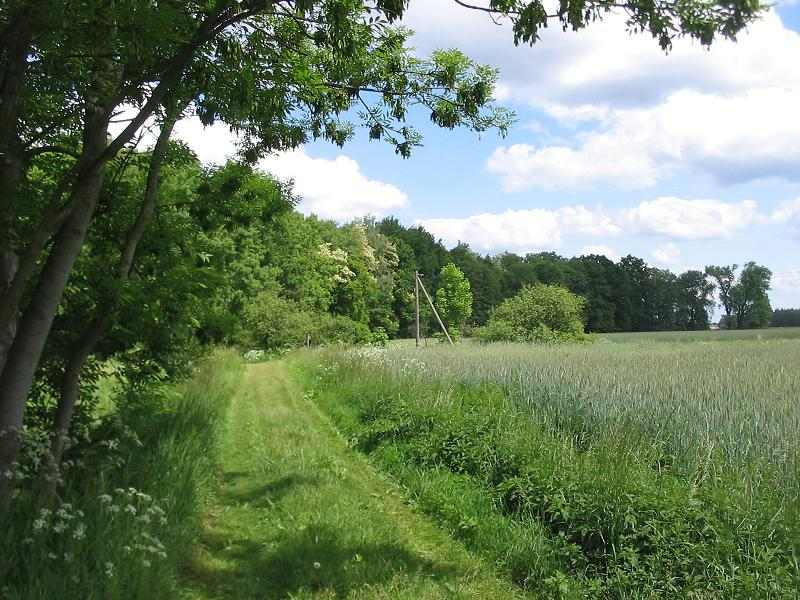
Planetal bei Gömnigk

Der Fluss durchschneidet bei Trebitz/Gömnigk eine kleine Hügelkette des Belziger Vorfläming, die das Baruther Urstromtal von acht Kilometern im Bereich der Belziger Landschaftswiesen auf drei Kilometer im Durchlass bei Brück verengt. Westlich des Planetals und von Gömnigk erhebt sich die Hügelkette mit dem Fuchsberg (64 Meter) und dem Räuberberg (68 Meter) rund 20 Meter über das Höhenniveau der Landschaftswiesen beziehungsweise der Urstromtalung, das zwischen 40 und 44 Metern NN schwankt. Den westlichen Teil des kleinen Plateaus bedeckt die Neschholzer Heide, die weiter westlich an das Tal des Streckerbachs und Baitzer Bachs grenzt.
Nach Norden zieht sich zwischen Trebitz und Brück ein Waldgebiet in leicht erhöhter Lage an der Kleinen Plane entlang. Nach Südosten erstreckt sich jenseits des Planetals ein leicht welliges Plateau mit dem Waldgebiet Oberheide bis zur Autobahn bei Linthe. Wie die Neschholzer Heide weist auch diese Erhebung eine Höhe von knapp 70 Metern auf.

## Etymologie und Entwicklung der territorialen Zugehörigkeit

### Etymologie
Die erste überlieferte schriftliche Erwähnung von Gömnigk stammt aus dem Jahr 1251 als Gomenik. Bereits 1596 findet sich die heutige Schreibweise Gömnigk, die laut Reinhard E. Fischer mundartlich Jöömelick, Jöömlick mit langem offenen ö gesprochen wird. Den Namen leitet Fischer aus dem slawischen Gum’n-k ab, […] das ursprünglich »Tenne« bedeutete, aber in den slawischen Sprachen unterschiedliche Bedeutungen entwickelt hat, z. B. im Niedersorbischen »Garten, besonders der Obstgarten hinter der Scheune«, im Polnischen »Scheune«.

### 1251: Klosterbesitz in Sachsen

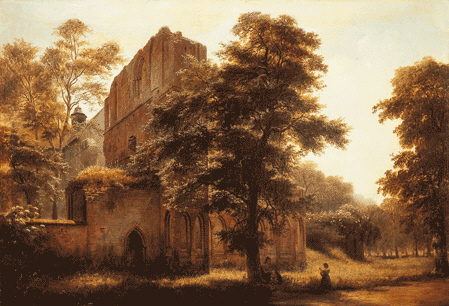
Klosterruine Lehnin, Gemälde von Eduard Gaertner, 1858

Die angegebene Ersterwähnung Gömnigks befindet sich in einer Schenkungsurkunde, die das Regestenverzeichnis des Klosters Lehnin am 6. August 1251 notierte. Danach erhielten die einflussreichen Zisterziensermönche aus der benachbarten märkischen Zauche die Wassermühle Gömnigk (molendinum Gomenik) am Planezufluss zu den Belziger Landschaftswiesen mit den zugehörigen Gewässern von Graf Bederich von Belzig zum Geschenk. Der Eintrag lautete: „Schenkung Graf Bederichs v. Belzig: eine Mühle bei Rottstock auf dem Fluß Plane mit allen Gewässern bis zum Dorf Trebegotz“ (Trebegotz = Trebitz). Damit dehnten die Mönche aus der märkischen Zauche ihren Einflussbereich bis ins zu dieser Zeit bereits Sächsische aus und versuchten damit gezielt, den Landesausbau und die Siedlungspolitik der brandenburgischen askanischen Markgrafen zu stützen.
Rund hundert Jahre zuvor, im Jahr 1157, hatte der Askanier Albrecht der Bär nach einem entscheidenden Sieg über den Slawenfürsten Jaxa von Köpenick die Mark Brandenburg gegründet. Allerdings konnten die Brandenburger den Landstrich um Belzig nicht lange halten und mussten ihn trotz Unterstützung durch das Kloster Lehnin dem Erzbistum Magdeburg beziehungsweise der Markgrafschaft Meißen überlassen. Der Weg von Brück über Gömnigk nach Belzig war von hoher strategischer Bedeutung, denn die Enge im sumpfigen Baruther Urstromtal stellte einen begehrten Übergang von der Zauche zum Belziger Vorfläming dar. Handelswege und eine Heerstraße, die eine nicht mehr vorhandene Burg in Brück sicherte, führten hier entlang.

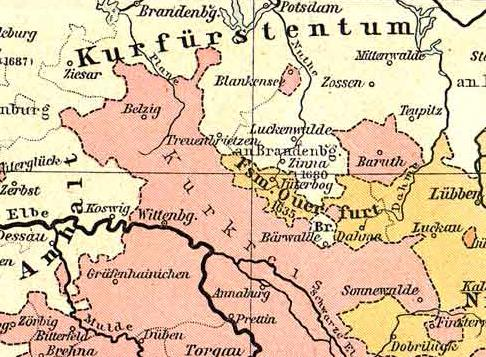
Plane und sächsischer Kurkreis,
1554–1815

### Zurück nach Brandenburg ab 1815
Bis zum Wiener Kongress im Jahr 1815 bildeten die Belziger Landschaftswiesen die Grenze zwischen dem Königreich Sachsen und der Mark Brandenburg. Erst mit dieser Konferenz aller politischen Mächte Europas nach der Niederlage des napoleonischen Frankreichs fiel der nördliche Teil des sächsischen Kurkreises und damit auch Gömnigk endgültig an Preußen und zurück an Brandenburg. Eine Kursächsische Postmeilensäule steht noch heute als beredtes steinernes Zeugnis der sächsischen Vergangenheit in Brück.
Rechtsprobleme, die der Übergang von Sachsen nach Preußen bereitete, sind in vielen Gömnigker Dokumenten abzulesen. So war beispielsweise zu klären, ob die Gestaltung der Erbauseinandersetzung um die Gömnigker Schmiede im Jahre 1821 noch nach den Königlich-Sächsischen allgemeinen Landesgesetzen oder nach den Vorschriften des Preußischen Landrechts erfolgen sollte, da der Witwer die Erblasserin im Jahre 1816, mithin nach der vom Russischen Gouvernement unter dem 24. Mai 1814 erfolgten und § 10 des Publikations-Patents zum Landrecht bestätigten Aufhebung der vormals hier geltend gewesenen Statutarischen Rechte zu Zinna geheiratet hatte. Die Wahl blieb dem Schmied überlassen. (statutarisch = satzungs-, ordnungsgemäß) Auch Zahlungsregelungen spiegeln die Übergangszeit wider. So bezahlte 1816 der Käufer ebendieser Schmiede 140 Taler in Sächsischem Gelde und 200 Taler in Preußischen Courant.

### Eingemeindung
Gömnigk wurde am 1. Februar 1974 nach Brück eingemeindet.

## Entwicklung der Höfe und Sozialhierarchie

### Erste Zählungen
Ungefähr bis zum Jahr 1496 gehörte Gömnigk zur Vogtei Brück und kam um 1500 zum Amt Belzig und später zum Amt Belzig-Rabenstein.

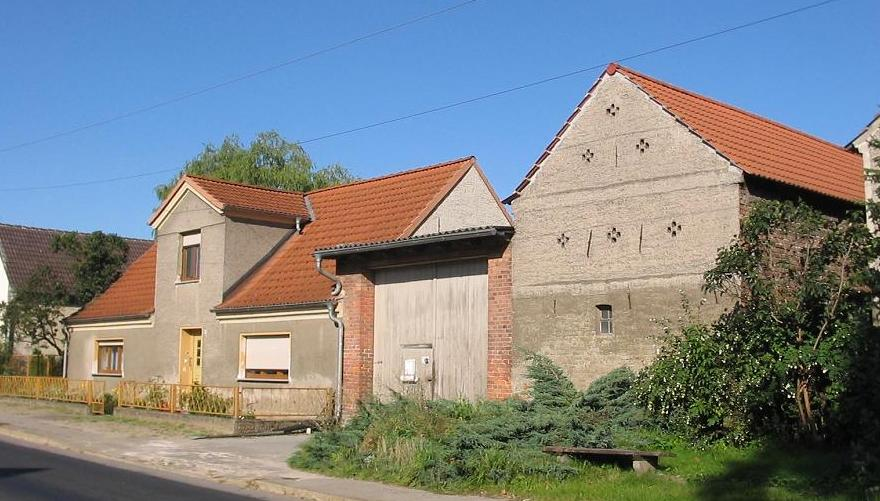
Dorfstraße 9, ehemaliges Hüfnergut/Stammgut Nr. 11

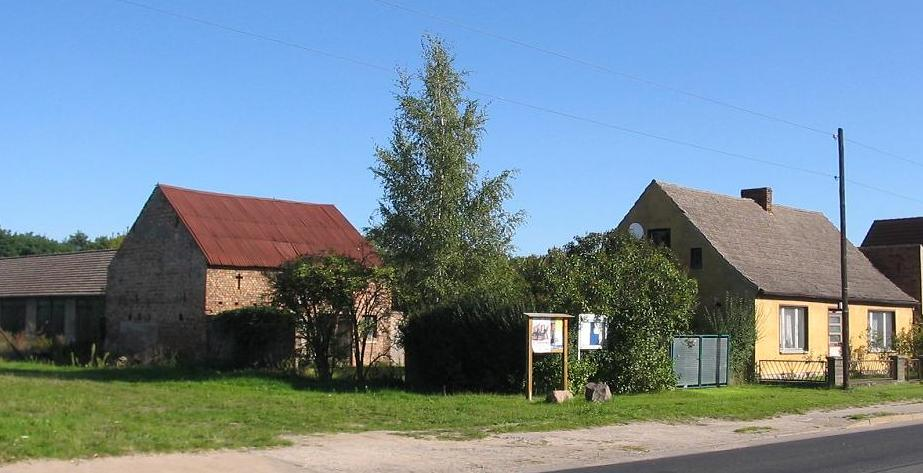
Dorfstraße 14, ehemaliges Kossätengut Nr. 7

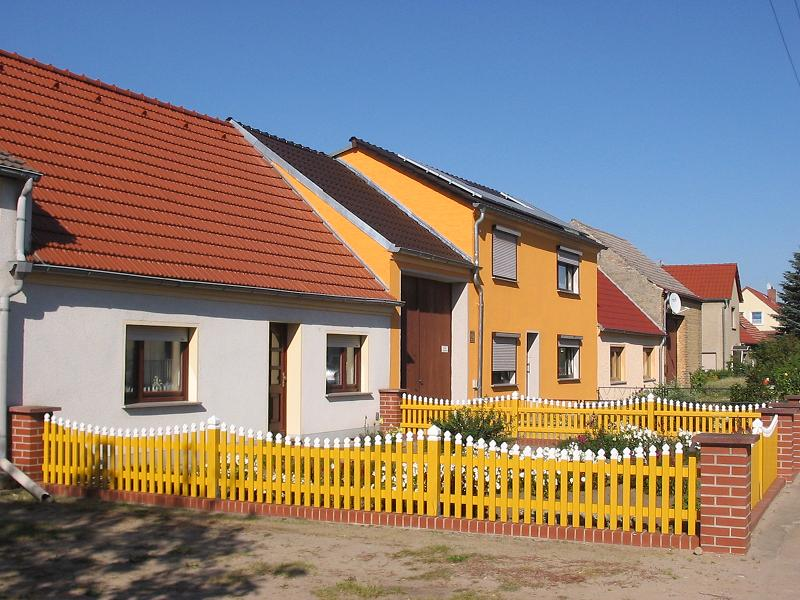
Dorfstraße 25,24,23 (von links), ehemalige Büdnergüter (Kolonistenhäuser) Nr. 32,33,35

Erste Angaben über die Zahl der Einwohner finden sich in einer Auflistung aus dem Jahr 1496, die im Thüringischen Hauptstaatsarchiv Weimar liegt. Wie zu dieser Zeit üblich erfasste die Zählung die Namen der Hof- beziehungsweise Hausbesitzer und Hirten. Frauen und Kinder oder auch etwaige Knechte oder Mägde wurden nicht gelistet. Danach gab es 1496 achtzehn Höfe. Neben Familiennamen ohne Vornamen, die wie Der Schulte, Der Hirte oder Der Moller aus der Berufsbezeichnung stammen, verzeichnet die Aufstellung Namen wie Hans Nilius oder Symon Mauritz. Einige Jahre später differenziert das Erbbuch des Amtes Belzig-Rabenstein von 1500/1506 die achtzehn Grundstücke in acht Hüfnergüter und zehn Kossätengüter. Danach hatte das Dorf mit dem Hüfner Jorge Lobze einen eigenen Richter und mit dem Kossäten Smith [Schmied] Michael Merten jetzt Jordan einen Schmied.
- In der dörflichen Sozialhierarchie standen die Hüfner als Vollbauern und Besitzer eines ganzen Hofes und Ackerland von rund 30 Morgen an der Spitze – ihre Ausstattung mit Land und Vieh sollte so bemessen sein, dass sich eine Bauernfamilie vom eigenen Land ernähren konnte.
- Die Kossäten besaßen einfache, kleine Höfe oder Kotten und knapper bemessenes Land, dessen Erträge in der Regel nicht zum Lebensunterhalt reichten, sodass sie Nebentätigkeiten annahmen oder von vornherein beispielsweise als Handwerker oder Hirten, später auch als Lehrer einen Hauptberuf abseits des Ackerbaus hatten. Hüfner und Kössäten gemeinsam sind in alten Dokumenten oft auch als Beseßener Mann bezeichnet.
- Unter den Kossäten standen die Büdner (Häusler, Kolonisten), die in den Gömnigker Quellen ab 1747 gesondert verzeichnet sind. Die Kleinstbauern besaßen zwar oft ein eigenes kleines Haus, aber sehr wenig Land und auch selten eigenes Vieh. Da sie in der Regel im Zuge der Kolonistenströme in strukturierte Dorfgemeinschaften mit weitgehend vollzogener Aufteilung des vorhandenen Landes stießen, verdingten sie sich in der Regel als Tagelöhner und versuchten, als Lehrer, Hirten oder im Kleinsthandwerk ein Auskommen zu finden (allerdings gab es für Kolonisten auch komplette Neugründungen wie beispielsweise das Dorf Freienthal in den Jahren 1754 und 1756 einige Kilometer planeabwärts als Weberkolonie). Mit den Aufteilungen und Teilverkäufen großer Höfe im 19. Jahrhundert bekamen auch die Häusler die Möglichkeit, in größerem Umfang Land zu erwerben.

Für das Jahr 1550 sind insgesamt 24 Hufen verzeichnet, wobei in dieser Angabe sehr wahrscheinlich auch Bolzer Hufen enthalten sind – allerdings bleibt der Begriff Bolzer Hufen unklar. Die Abgaben des Dorfes gingen unter anderem an das Gut Sandberg, das mit einem Teil des gleichnamigen Dorfes Sandberg, der unterhalb der Burg Eisenhardt begann und bis zu Jaegers Hintermühle reichte, 1914 nach Belzig eingemeindet wurde. Ein anderer Abgabenteil kam der Familie von Hake, die hauptsächlich in Kleinmachnow saß, zugute.
Das Erbbuch aus dem Jahr 1591 nennt dann wieder 18 Höfe: 18 Beseßener Mann, darunter 10 Gärtner (Kossäten). Dieses Buch unterscheidet erstmals zwischen Erbhufen und Lehnhufen und nimmt die Differenzierung zwischen Hüfnern und Kossäten mit der Angabe Haus oder Häuslein vor. Danach besaß beispielsweise Mertin Kempnitz Haus, Hof, 1 Lehen und 2 Erbhufen, Baltzer Gerken ein Häuslein und 1 Garten, Paul Rühl ein Häuslein, das Gotteshaus und George Schertz hat eine Mühle mit Zween Gängen.

### Zerstörungen im Dreißigjährigen Krieg zwischen 1618 und 1648
Die Auswirkungen des Dreißigjährigen Kriegs trafen den Raum um Gömnigk hart. 1636 vernichteten schwedische Truppen das Kirchengebäude im Nachbardorf Baitz und auch die Kirche des heutigen Bad Belziger Ortsteils Schwanebeck wurde dem Erdboden gleichgemacht. Die Kriegsgräuel spiegeln sich in den Aufzeichnungen zu den Gömnigker Höfen wider. So fiel das Hüfnergut Nr. 24 (heute Dorfstraße 51) wüst, der Besitzer „ist Anno 1637 bey den Soldaten zu Tode gemartert worden“.
Von den bestehenden Höfen sind 1640/1645 (teils nachträglich 1682) sechzehn direkt als „wüst“ verzeichnet. Zum Kossätengut Nr. 15 (heute Dorfstraße 6) findet sich zwar kein derartiger Eintrag, dafür jedoch 1661 die Mitteilung zu Börge Wielandt: „Ist vor 21 Jahren verstorben, und die Gebäude gänzlich eingegangen, ist auch kein Nutzen davon zu nehmen.“ Nimmt man die Mühlen aus, zu denen keine schlüssigen Angaben vorliegen, war Gömnigk nach dem Dreißigjährigen Krieg zu mindestens 80 Prozent zerstört. Nur wenige Vorbesitzer sind auch nach dem Krieg noch verzeichnet, die meisten Güter sind unter neuen Namen eingetragen.

### Kopfsteuerausschreibung Laetare im Jahr 1747
Erfolgten die bisherigen Zählungen nach Höfen beziehungsweise Familien, erforderte der Übergang zur Kopfsteuer eine Listung aller erwachsenen Bewohner inklusive Knechten, Mägden oder Tagelöhnern. Ehefrauen blieben nach wie vor unerwähnt und da auch Kleinkinder nach wie vor nicht erfasst sind, gibt die erhobene Zahl lediglich Anhaltspunkte über die tatsächliche Einwohnerzahl.
Am Sonntag vor Ostern (Laetare) 1747 schrieb das Amt Belzig-Rabenstein für die Gömnigker Kopfsteuern aus und erfasste dabei – in den verfügbaren Quellen erstmals – die Büdner (Häusler). Auf insgesamt 22 Wohnstellen (inklusive Hirten) erhob das Amt knapp 70 Personen. Rechnet man 20 Ehefrauen hinzu, betrug die Einwohnerzahl Gömnigks ohne Kleinkinder 1747 rund 90 Personen. Dazu zählten beispielsweise:

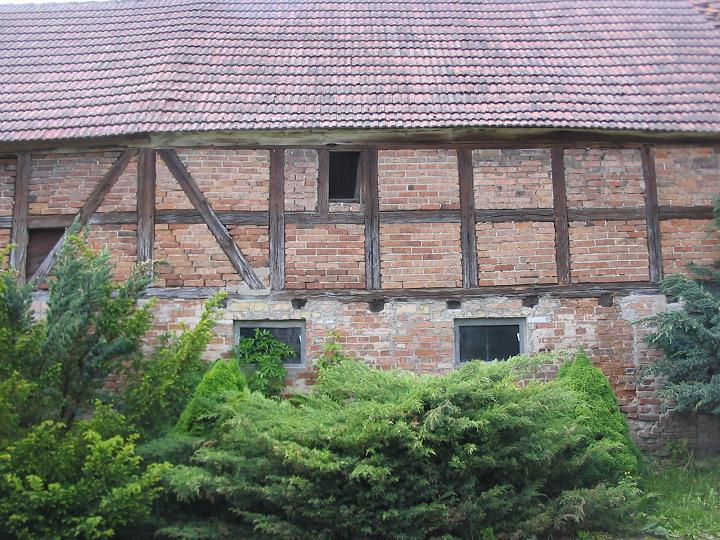
Scheune auf dem ehemaligen Hüfnergut Nr. 24, heute Dorfstraße 52

- Martin Bräsigke, ein Ganz Hüfner, Gut und Grundstücke 300 Th. wert; deßen Tochter Maria Elisabeth Bräsigkin als Viehmagd; deßen Knecht George Haseloff; deßen Eheweib Maria Haseloffin aber bei Hanns Hannemannin als Hausgenossin wohnet; deßen Schwester Gertraute Bräsigkin ist lahm und wird im Gute erhalten; deßen alte Mutter Bräsigkin bis 74 Jahre alt; (ehemaliges Hüfnergut Nr. 24, heute Dorfstraße 52, westlich neben der Kirche)
- Peter Ziemen ein Coßäte, wird von einem Dritteil-Hüfner geachtet, Gut und Grundstücke, 100 Th. wert; deßen Vater Urban Ziemen von 66 Jahren nebst seinem Weibe, der Mutter; dieses letzteren Tochter u. jenes Schwester Anna Ziemen von 16 Jahren, ist kränklich an Engbrüstigkeit, u. kann nicht wohl Gänse-Mägdens-Dienste verrichten; (auf dem ehemaligen Hüfnergut 2, heute Dorfstraße 49)
- Peter Ruhl, ein schlechter Häußler; Häußgen und Gärtgen 20 Th. wert, Hausschlächter; deßen Sohn Martin Ruhl von 15 Jahren, soll als Ochsenjunge vermietet werden, sobald sich ein Dienstherr findet.[12]

Durchschnittlich lebten 1747 in jedem Hof oder Haus also rund 4 Personen. An erster Stelle nennt die Erhebung den Dorfschulzen, den Hüfner Peter Gehricke, der das mit 300 Talern höchstbewertete Grundstück besaß. Die dörfliche Hierarchie spiegelt sich auch darin wider, dass der Sohn Gehrickes im Gegensatz zum gleichfalls 15-jährigen Sohn Martin des erwähnten Büdners (Häußlers) Peter Ruhl bereits eine Stelle als Ochsenjunge gefunden hatte. Das Schulzenamt blieb als Erblehn in der Familie, denn eine Aufstellung zur Personensteuer Bartholomäustag (24. August) 1790 erwähnt an gleichfalls erster Stelle den Hüfner George Gehricke als Erblehnschulzen.

### Flurbuch um 1810

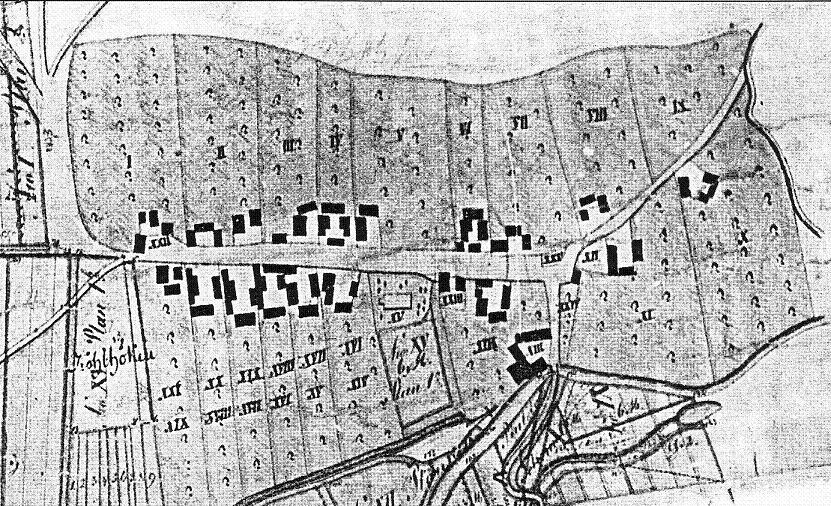
Marken und Höfe des Dorfes 1824

Das Anwesen der Familie Gehricke hatte sich um 1810 weiter entwickelt. Zum Besitz des Gerichtsschulzen und Hüfners Gottfried Gehricke (Hüfner-/Schulzengur Nr. 1, heute Dorfstraße 50) heißt es in einem Flurbuch:
- Hat ein übersetztes Wohnhaus mit einem Rauchfang, einen Hausgarten von 1/2 Acker, wovon 15/32 Acker Obst- und Gras- und 1/32 Acker Gemüse-Garten ist; 3 Pferde; 5 Ochsen; 4 Stiere, in dem eines zugewachsen; 4 Kühe; 1 Ferse; 1 Zuchtsau und 37 St(ü)ck Schafe inc(lusive) der Fastlinge; an walzenden Grundstücken 1 Morgen Wiese […]. (Walzende Grundstücke = Erbland in freier Verfügbarkeit durch den Besitzer.)

Ein Kossäte wie Gottfried Wilke verfügte dagegen neben einem ähnlichen Wohnhaus lediglich über einen „Worth Garten von 2 Acker“, 2 Pferde und eine Kuh. Der Häusler-Sohn Martin Ruhl, der 1747 noch eine Stelle als Ochsenjunge gesucht hatte, muss zu einem gewissen Wohlstand gekommen sein, denn knapp 20 Jahre später, 1764, war in der Lage, die Neue Mühle (siehe Kapitel unten) zu kaufen. Den Mühlenbesitz seines Nachfahren Johann Friedrich Ruhle (der Familienname hatte inzwischen ein ausklingendes „e“ erhalten) beschreibt ein Flurbuch um 1810 wie folgt:
- Hat ein übersetztes Wohnhaus mit einem Rauchfang, einem dem Hause gegenüber gelegenen Garten von 1/16 Acker der consignirte Garten zu 3 M(et)z(en) beim Hause gelegen ist ganz unbedeutender Größe, mithin fälschlich zu 3 M(et)z(en) Aussaat angegeben; 2 Kühe nach der Consignation, wovon aber eine inzwischen geschlachtet worden; an walzenden Grundstücken 2 Morgen Wiese hinter der Dunkt und 1 2/3 Wiesen aufn halben Hufen […]. (Consignation = gerichtliche Niederlegung)

Diese Angaben stammen aus dem Flurbuch des Amtsbezirks Belzig, das vor 1815, jedenfalls noch zur sächsischen Zeit, erstellt worden ist. Danach lagen die Grundstücke „untereinander vermengt, so dass kein Hüfner seine Grundstücke beisammen hat.“ Das Buch beschreibt Gömnigk als klassisches Straßendorf mit zwei Häuserreihen, die „von Morgen nach Abend“, also von Ost nach West, verlaufen. Direkt hinter den Häusern schlossen sich die jeweiligen Gärten und Felder an. Insgesamt erfasste das Flurbuch 24 Grundstücke, inklusive Kirche mit „Gottesacker“ und zweigeteiltem Gemeindebesitz (Hirtenhaus mit Rauchfang und Hausgärtchen von 1/16 Acker, der Hirte hatte 27 Schafe und eine Kuh. Ein weiteres Wohnhaus mit Rauchfang, Hausgarten „von unbedeutender Größe“, bewohnt vom Pferdehirten, der „sich aber kein Vieh hält“.) Die dörfliche Sozialhierarchie Mitte und Ende des neunzehnten Jahrhunderts zeigt sich anschaulich auch in den Naturalabgaben, die Gömnigker Eltern für ihre Schulkinder geben mussten – dabei stand der Hirte mit der Verpflichtung zur Abgabe eines Eis sehr deutlich am Ende der Skala (siehe unten Kapitel zur Schule).
Im Jahr 1855 war Gömnigk von zwei Katastrophen betroffen: einem großen Brand und einer Cholera-Epidemie. Der Infektionskrankheit fielen allein im Hüfnergut Nr. 24 (heute Dorfstraße 51) vier Mitglieder der Familie Otto zum Opfer. Der Brand löste einen architektonischen Umbruch aus.

## Wandel vom Fachwerk zum Massivbau
Im 19. Jahrhundert vollzog sich ein Wandel von der traditionellen Fachwerkbauweise zum Massivbau, der in vielen Dörfern durch die Vernichtung großer Ortsteile durch Feuer befördert wurde. In Gömnigk leitete der Brand vom 11. Juni 1855 diesen Wandel ein.

### Märkisches Mittelflurhaus
Vor dem Bauwandel bestanden die Gömnigker Höfe, die sich zu beiden Seiten der Dorfstraße aufreihten, überwiegend aus dem Märkischen Mittelflurhaus (auch Märkisches Dielenhaus) und in einigen Fällen aus dessen Sonderform Nuthe-Nieplitz-Haus (auch Spiekerhus), wie beispielsweise das Hüfnergut Nr. 2 von Martin Ziem in der Dorfstraße 49.

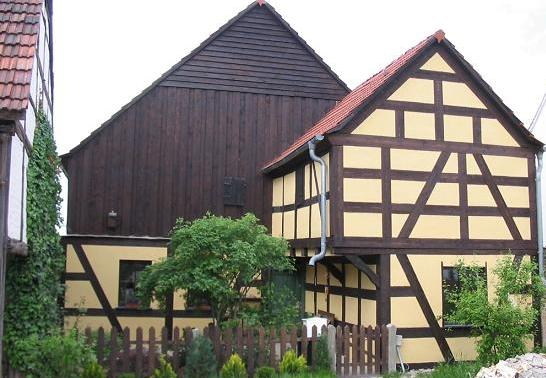
Restauriertes Märkisches Mittelflurhaus in Kemnitz (Sonderform Spiekerhus)

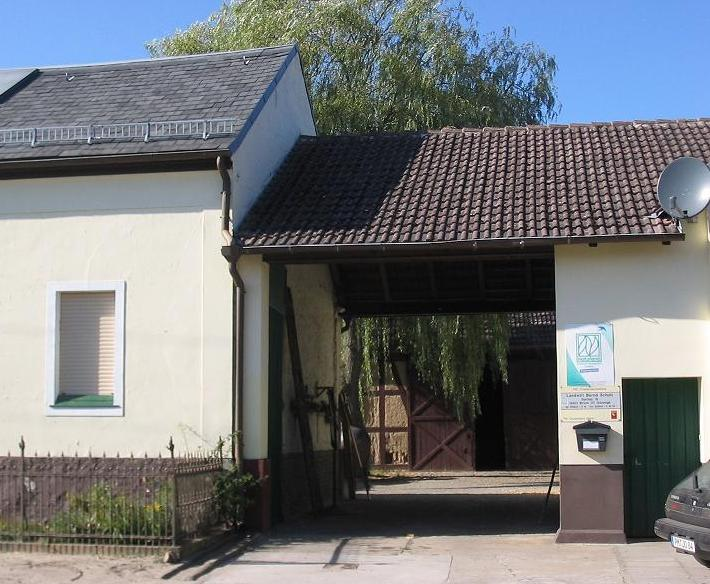
Heutiges Torhaus, Dorfstraße 10, Naturlandhof Schulz

Die Bauweise des Märkischen Mittelflurhauses war stark beeinflusst vom niederdeutschen Fachhallenhaus oder Niedersachsenhaus, das erstmals für das 15. Jahrhundert nachgewiesen werden konnte. Eines der ältesten erhaltenen Mittelflurhäuser befindet sich in Blankensee. Das Nuthe-Nieplitz-Haus aus dem Jahre 1649 dient heute als Bauernmuseum. Auch im Ortsteil Kemnitz der Gemeinde Nuthe-Urstromtal, deren Wappen ein Mittelflurhaus abbildet, steht noch ein derartiges historisches und restauriertes Nuthe-Nieplitz-Haus.
Die Bezeichnung Mittelflurhaus ist allerdings irreführend. Da der Mittelflur keineswegs mittig durch das Haus verlief, wäre etwa die Bezeichnung Märkisches Längsflurhaus zutreffender. Denn kennzeichnend für den Fachwerkbau war ursprünglich das gemischte Wohn-Stallhaus mit einer Längsgliederung, in dem sich die alte Diele zum Längs- oder Mittelflur verengte (Längsaufschluss). Der Hauseingang lag im Giebel, der somit zur Straße gerichtet war. Ungefähr seit 1800 entstand dieser überwiegend zweistöckige Haustyp, der von Kossäten und Hüfnern gleichermaßen verwendet wurde, dann als reines Wohnhaus. Ställe und Scheunen lagen separat im Hof. Lediglich die seit den 1870er Jahren erbauten Tagelohnhäuser (Büdnergüter) wichen vom Baustil Mittelflurhaus ab.
Charakteristikum der Sonderform Nuthe-Nieplitz-Haus war der zusätzliche Giebelspeicher (früher Spieker), der als Hausvorbau zur Straße lag und ursprünglich für die Kornlagerung vorgesehen war. Seit Ende des 18. Jahrhunderts kam es zunehmend zur Umnutzung des Giebelspeichers zum Wohnraum für das Altenteil. Im Kaufvertrag vom 20. August 1791 zwischen der Witwe Gehricke und ihrem Sohn Gottfried Gehricke über das Schulzengut Nr. 1 (Dorfstraße 50; Kaufpreis 600 Taler) reservierte sich beispielsweise seine Mutter auf Lebenszeit den Spieker, welchen sie sich darzu zu rechte machen lassen will, und den darauf befindlichen kleinen Boden, […].
Der einzig beheizbare Raum in den Mittelflurhäusern war die Stube, die neben dem Flur zur Einfahrtsseite des Hofes lag. Die Stube diente in Einem als Speise-, Wohn-, Handarbeits- und Schlafraum. Die Stubenkammer im Winkel zwischen Stube und Küche ging als weiterer Schlafraum in der Regel an das Altenteil, dem auch regelmäßig der sogenannte beste Platz am Ofen vertraglich zugeschrieben wurde. Der Stube gegenüber lagen kleinere Kammern als Lagerräume für Lebensmittel und Geräte.

### Schwarze Küche, Strohdeckung und Brand von 1855
Die Dacheindeckung der Mittelflurhäuser erfolgte mit Stroh, das zwar die sommerliche Hitze abhielt und im Winter wärmte, aber schnell verrottete und leicht entzündlich war. Hauptauslöser vieler mittelalterlicher Dorfbrände war die Schwarze Küche, die sich im Märkischen Mittelflurhaus dem Längsflur anschloss. Über der Küche erhob sich der mächtige Deutsche Schlot, in dem Schlachtvorräte zum Räuchern hingen und durch den der Rauch des offenen Herdfeuers abzog. Mit dem Rauch gelangten Funken auf das Stroh des Daches und auch der aus Fachwerk gefertigte Schlot selbst war alles andere als feuerfest.

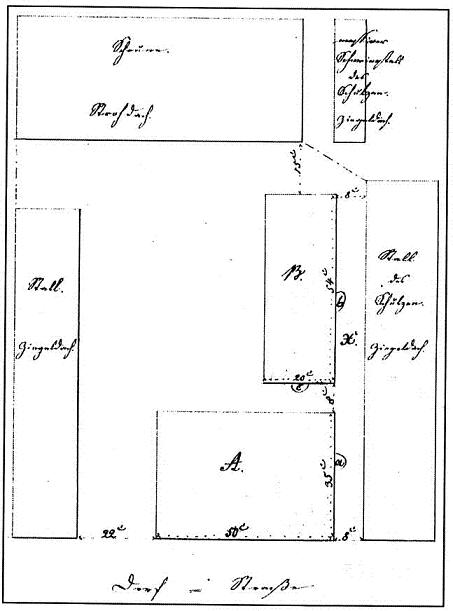
Neuplanung des abgebrannten Hüfnerguts Nr. 24, heute Dorfstraße 51, mit sechs Gebäuden im Jahr 1856

Am 23. Juni 1855 meldete das Zauch-Belziger Kreisblatt, dass am Morgen des 11. Juni 1855 mit 17 Gehöften rund 80 % des Dorfes abgebrannt seien. Nach den Recherchen von Torsten Hartisch übertrieb das Kreisblatt deutlich, denn tatsächlich seien mit 12 Hofstellen 50 % des Dorfes vernichtet worden. Der Schaden verteilte sich auf 4 Hüfner, 2 Kossäten und 6 Büdnergrundstücke. Unter den abgebrannten Höfen waren die bereits angeführten Hüfnergüter 1 (Dorfstraße 50, Schulzenfamilie Gehricke) und 2 (Dorfstraße 49, Familie Ziem). Zumindest einige Höfe hatten Feuerversicherungen. So ist vom Kossätengut Nr. 4 (heute Dorfstraße 47a) bekannt, dass das Gebäude mit 400 Talern bei der Ständischen Land-Feuersozietät für die Kurmark versichert war. Die Versicherungssumme entsprach in etwa dem Wert, denn bei der Übernahme 1835 hatte der Sohn 450 Taler für das Grundstück an den Vater bezahlt. Der Wiederaufbau der Höfe erfolgte an Ort und Stelle. Drei Büdnerhäuser erhielten Ausweichbaustellen im Ort, da sie nach den Brandschutzbestimmungen zu dicht beieinander lagen. Diese Ausweichstellen führten zu Flächenverschiebungen und Einschränkungen aller betroffenen Parzellen, die gerichtlich geklärt werden mussten, da anfangs kein einziger Hofbesitzer zu einer gütlichen Einigung bereit war.

### Auswirkung des Feuers auf die Hofarchitektur
Zwar liegen keine Angaben zur Ursache des Feuers vor, dennoch nahmen die Gömnigker den Brand zum Anlass, ihre Höfe in massiver Bauweise und veränderter Gesamtanlage wiederaufzubauen und nach und nach auch die unversehrten Bauten entsprechend zu modernisieren. Insbesondere das bereits seit 1777 bestehende preußische Gesetz zur massiven Ausführung von Schwarzer Küche und Rauchschlot wurde nun konsequent eingehalten. Die Küchen erhielten sogenannte Sparherde und die Stuben moderne Vorderladeröfen. Durch die Möglichkeit, weitere separate und massive Schornsteine anzulegen, hatte die Gute Stube als einziger warmer Raum in der kalten Jahreszeit zum Ende des 19. Jahrhunderts allmählich ausgedient. Der Neubau des Kossäten Friedrich Ehle (Dorfstraße 54) von 1882 war als erster mit mehreren engen Schornsteinen ausgestattet.

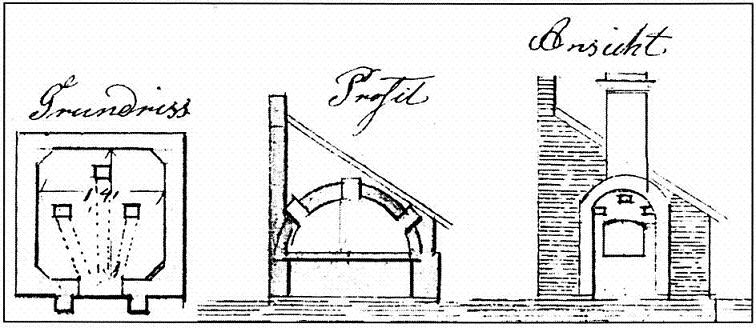
Anbau eines massiven Backofens 1884, Dorfstraße 14 (ehemaliges Kossätengut Nr. 7)

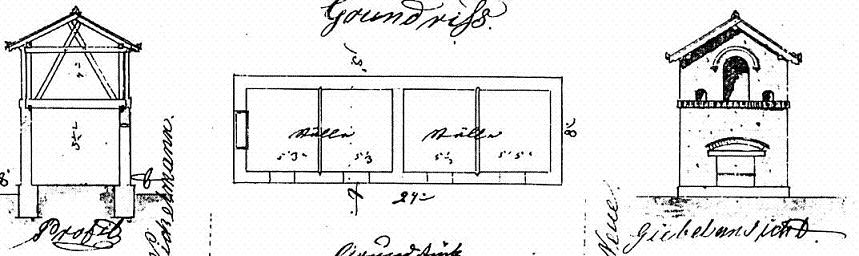
Neubau Stall mit Taubenhaus 1869, Dorfstraße 57 (ehemaliges Büdnergut Nr. 18)

Verschiedene Grundrisse dieser Zeit zeigen den Entwurf von Backöfen, die viele Bauern wegen der hohen Brandgefahr aus dem Wohnraum in den Garten hinter der Scheune auslagerten. Auch wenn es nach dem Verschwinden der Strohdächer wieder erlaubt war, die Backöfen im Haus zu betreiben, blieben die meisten Gömnigker bei der Auslagerung und bauten die neuen Backöfen, geschützt mit einer Brandmauer, draußen an das Haus oder den Stall.
Das Fachwerk wich in der zweiten Hälfte des 19. Jahrhunderts zunehmend den Ziegeln und das Strohdach dem Hartdach. Die Ausrichtung der Häuser erfolgte nunmehr traufseitig, also quer zur Straße hin. Zu den Gebäuden der Nachbargrundstücke waren massive Brandmauern zu ziehen. Der jetzt konsequent getrennte Kuhstall stand hinter dem Wohnhaus. Der zweite Stall, für Pferde und Ochsen, lag dem Wohnhaus gegenüber und durfte weiter in der Fachwerkbauweise errichtet werden. Einige dieser Ställe mit überstehenden vollen Stockwerken (Kniestock) sind heute noch von der Straße aus sichtbar. Die ebenfalls separat stehenden Schweineställe zählten zu den ersten kompletten Ziegelbauten und bekamen oft darüber liegende Taubenschläge, die nicht mehr vorhanden sind. Auch die neuen Pultdächer der Ställe dienten der Brandabwehr. Die Scheunen schlossen die Gärten nach hinten ab. Mit der zunehmenden Möglichkeit zum Landerwerb bauten nun auch auf die Büdner Scheunen, die allerdings deutlich kleiner ausfielen als die Scheunen der Hüfner und Kossäten und die gleichzeitig als Viehstall dienten.

### Entwicklung zum heutigen Dorfbild

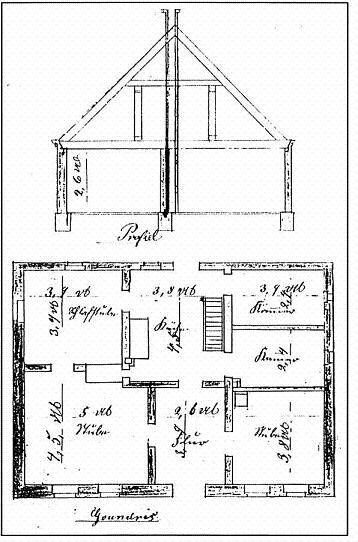
Neubau des Wohnhauses Dorfstraße 54 (ehemaliges Stammgut/Hüfnergut Nr. 21), 1882

Die letzten Maßnahmen hin zum heutigen Erscheinungsbild der Torhäuser mit ihren kompletten Gebäuderingen erfolgten nach 1900. Dabei entstanden die Gömnigker Torhäuser in der Regel nicht als selbständige Bauten, sondern durch Flachdächer mit Tor und Eingangstür, die auf den angrenzenden Gebäuden auflagen und Wohnhaus und Stall verbanden. Die Verbreitung der landwirtschaftlichen Maschinen erforderte neue Schuppen und Remisen, die die Lücken zwischen den Gebäuden schlossen. Nach der Kollektivierung der Landwirtschaft zur DDR-Zeit rissen der Verfall und Abriss von Scheunen und Ställen, die nicht mehr benötigt wurden, wieder Lücken in die Gebäuderinge. Dieser Prozess hält noch heute an. Zudem änderten in den letzten Jahrzehnten Umbauten und Modernisierungen an vielen Stellen das architektonische Bild des Dorfes.
Mehrere Faktoren bestimmten die Verdreifachung der Einwohnerzahl von rund 90 Personen im Jahr 1747 auf etwa 250 im Jahr 1900 und auch heute. Dazu zählten erbbedingte Aufteilungen und Teilverkäufe der Höfe. Der Zuzug von Kolonisten ließ vor allem auf den Freiflächen am südlichen Straßenende Büdnerhäuser entstehen. Mit der Ansiedlung der unten beschriebenen Ziegeleien und weiterer Kleingewerbe in der Mitte des 19. Jahrhunderts kam es zur Errichtung von Arbeiterwohnhäusern auch jenseits der zentralen Dorfstraße, wie in der Niemegker Straße oder dem Trebitzer Weg, die bis heute breitere Feldwege geblieben sind.

## Vererbung und Verkäufe der Höfe
Die Quellensammlung von Torsten Hartisch legt zu jedem Gut eine Fülle von Daten vor. Dazu gehören die Auflistung der Eigentümer seit 1496 oder 1500, Vererbungen und Steuererhebungen. Aus heutiger Sicht fällt die ungewöhnliche Regelung auf, nach der die Kinder den Eltern die Güter oder Teile der Güter bei der Vererbung abkauften. Auch die genauen Bestimmungen zum sogenannten Altenteil (heute: Leibgedinge) mit detaillierten Festlegungen bis hin zum aufgeschlagenen Bett muten heute fremd an. Als Beispiel für diese Entwicklung dienen im folgenden Angaben zum ehemaligen Hüfnergut 11 (heute Dorfstraße 9).

### 1500 bis 1850, Auszüglerregelungen
Der erste verzeichnete Besitzer des Hüfnerguts oder Stammguts Nr. 11 war im Jahr 1500 Andreas Kempnitz. Bis in das 17. Jahrhundert verblieb das Gut bei dieser Familie, die sich später Kemnitz schrieb. 1640 wird zwar noch ein Paul Kemnitz angegeben, das Gut jedoch gleichzeitig als wüst (Dreißigjähriger Krieg, s. o.) gekennzeichnet. Nach Augustin Höppner 1661 wird Laetare 1672 der Bürge Jehricke von Augustin Höppner auf angebauten wüsten Gütern mit neuem Steueranschlag aufgeführt. Vermutlich wegen der Verwüstungen und harten Nachkriegszeiten wurde die Steuer von zuvor 151 Schock auf 58 Schock deutlich reduziert (1 Schock = 5 Dutzend).

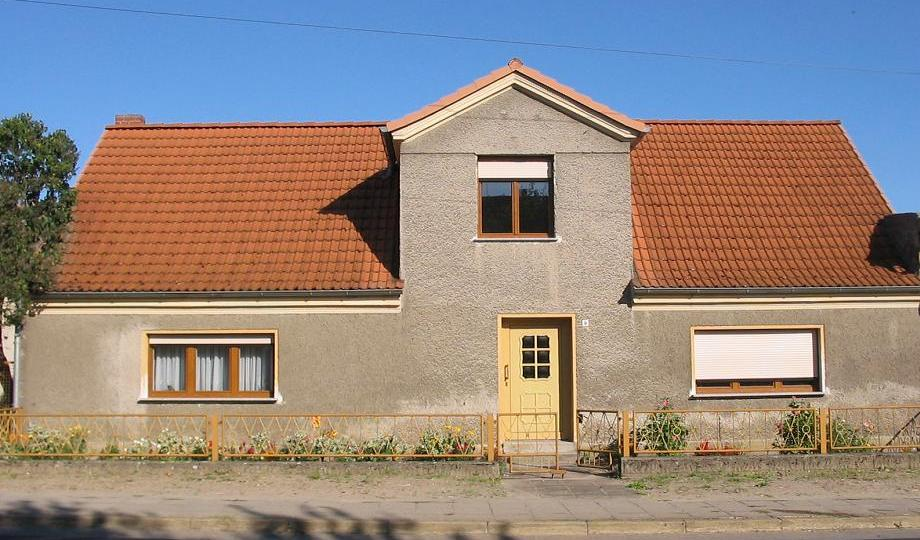
Wohnhaus des Hüfnerguts Nr. 11, heute Dorfstraße 9

Nach weiteren Besitzerwechseln im 17. und 18. Jahrhundert kaufte Johann Martin Friedrich (1758–1827) das Gut am 28. September 1779 für 350 Taler von der Familie Kühne. Dabei setzte er seinem Halbbruder Martin Kühne ein sogenanntes „Vatergut“ in Höhe von 16 Talern und 16 Groschen aus und verpflichtete sich, genau aufgelistete Stücke wie ein Pferd, einen Viertel Liter Bier oder zwei Metzen Salz für dessen Verheiratung vorzuhalten. Der Kauf umfasste das Gut bestehend aus einer Lehn- […] und zwei Dorfhufen, 9 Morgen Wiesen, drei Pferden, ein Fohlen, vier Ochsen, drei Kühe, zwei Rinder, sechzehn Stück Schafe groß und klein untereinander, drei Schweine, zwei Zucht-Gänse, die vorhandenen Hühner, zwei Wagen mit allem Zubehör, zwei Pflüge mit Eisen, drei Eggen, zwei Äxte, drei Mistgabeln, zwei Heugabeln, zwei Kessel, die Knechte- und Mägdebetten, auch alles übrige Hausgeräte […].
Am 5. Mai 1809 verkaufte Johann Martin Friedrich an seinen Sohn Peter Friedrich (1786–1862) für 700 Taler, der gleichzeitig die Verpflichtungen gegenüber Martin Kühne übernahm. Die Festlegungen für die „Auszügler“ (Nutzungsrecht der verkaufenden Eltern im Alter) standen diesen unter anderem zu:
- freier Aufenthalt in der Stube und freien Sitz wo die Auszügler wollen,
- Benutzung der hinter der Scheune stehenden Bäume,
- Benutzung des einen Morgens Wiese auf der sogenannten Laakenwiese,
- freies Leinwand bleichen und die dabei benöthigte Zuthat, z. B. Asche,
- den unentgeltlichen Gebrauch eines Pferdes zum Reiten für den Auszügler, welches derselbe wählet, jedoch in jedem Jahre nur dreimal.

Die Stubenkammer wurde den Auszüglern zum alleinigen Gebrauch und Befugnis überlassen. Die Regelung enthielt auch das aparte Zugeständnis, dass nach Ihrem Belieben die Cammertür offen gelassen werden kann.

### Aufteilung 1853, vom Hüfner- zum Büdnergut

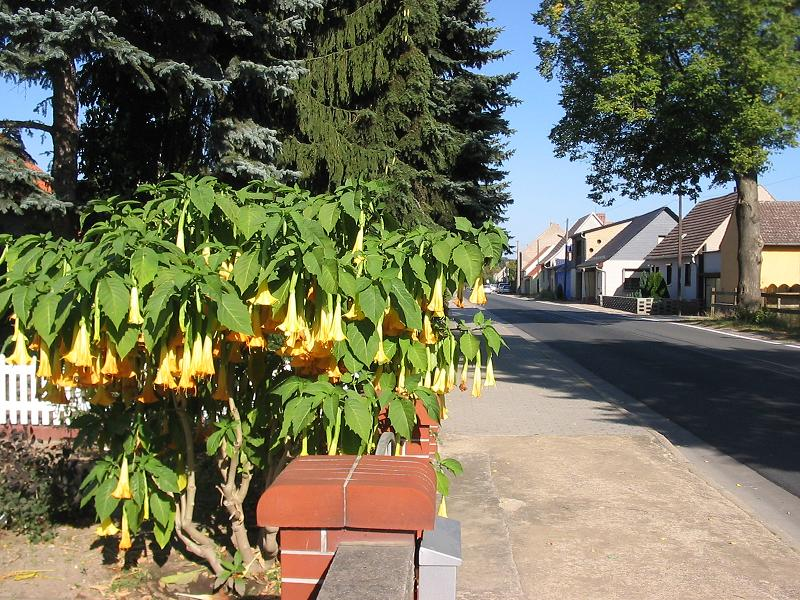
Dorfstraße

1853 kam es zur Aufteilung des Hüfnergutes, als Peter Friedrich unter anderem eine der Scheunen und den Stall auf dem Hofgrundstück mit der Verpflichtung zum Abriss sowie verschiedene Ländereien für 789 Taler und 18 Silbergroschen an einen Rentier und an einen Regierungsfeldmesser verkaufte. In Friedrichs Besitz blieben das Hofgrundstück mit dem Wohnhaus und Spieker, die Torhausscheune, der Schweinestall und einige Ländereien.
In der Folgezeit wurde das ehemalige Hüfnergut als Büdnergut geführt. Vom großen Brand im Jahr 1855 war das Gut nicht betroffen. Am 6. November 1855 übernahm Friedrichs zehntes Kind, Johann Friedrich Friedrich (1826–1901), das verbliebene Gut für 700 Taler und ließ 1863 einen massiven Stallanbau errichten. Am 26. November 1886 ging das Gut für einen Kaufpreis von 1500 Mark und ein Altenteil im Jahreswert von 150 Mark an seine Tochter Wilhelmine Wilke (* unsicher; † 1915) und den Schwiegersohn Gustav Wilke (1855–1932), der nach dem Tod seiner Frau alleiniger Inhaber des Büdnerguts war. Gustav Wilke veräußerte am 19. März 1927 den Hofraum mit dem Hausgarten und weitere Teilgrundstücke für 3500 Goldmark und ein Altenteil im Wert von 800 Goldmark an Bertha Petznick. Seit 1930 war das Gut im Besitz der Familie Jantke.

### Wertentwicklung
Die wiedergegebenen Daten lassen nur sehr bedingt Rückschlüsse auf die Wertentwicklung der Höfe zu. Dazu sind die Angaben über die Aufteilungen und Zubauten zu ungenau. Ferner lassen sich die notierten Preiseinheiten (Taler, Mark, Goldmark) schwer auf eine Bezugsgröße bringen, zumal nach sächsischen und brandenburgischen Einheiten zu differenzieren wäre. Vor allem aber sind die eingegangenen Verpflichtungen (Halbbruder, Auszügler) kaum zu quantifizieren. Im Überblick lauten die vorhandenen Daten:
- vor dem Dreißigjährigen Krieg: Steuererhebung 151 Schock
- 1672: Steuererhebung zu Laetare 58 Schock
- 1779: Kaufpreis 350 Taler + Verpflichtung Halbbruder
- 1809: Kaufpreis 700 Taler + Verpflichtung wie vor, ferner Altenteil/Auszügler
- 1855: Kaufpreis 700 Taler, aber nach Aufteilung, Restgut = Büdnergut
- 1886: Kaufpreis 1500 Mark + Altenteil im Jahreswert von 150 Mark
- 1927: Kaufpreis 3500 Goldmark + Altenteil im Wert von 800 Goldmark für einen Teil (Hofraum mit Hausgarten, Teilgrundstücke)

## Wassermühlen
Die Plane, die bis zu den Belziger Landschaftswiesen ein erstaunlich großes Gefälle für einen Flachlandfluss aufweist, trieb eine Vielzahl Mühlen an, davon zwei in Gömnigk. Die ehemalige Mühle des Klosters Lehnin, die heutige Alte Mühle, liegt direkt an der B246 (Dorfstraße 1) am nördlichen Ortsausgang Gömnigks Richtung Rottstock. Rund 200 Meter flussaufwärts befindet sich seit 1730 die Neue Mühle (Dorfstraße 55). Weiter flussaufwärts liegt in rund acht Kilometern Entfernung bei Dahnsdorf (Gemeinde Planetal) eine zweite „Neue Mühle“ an der Plane. Sie erhielt ihren Namen zur Unterscheidung der benachbarten mittelalterlichen Komturmühle (Komturei) des Deutschen Ritterordens.

### Alte Mühle (ehemalige Klostermühle)

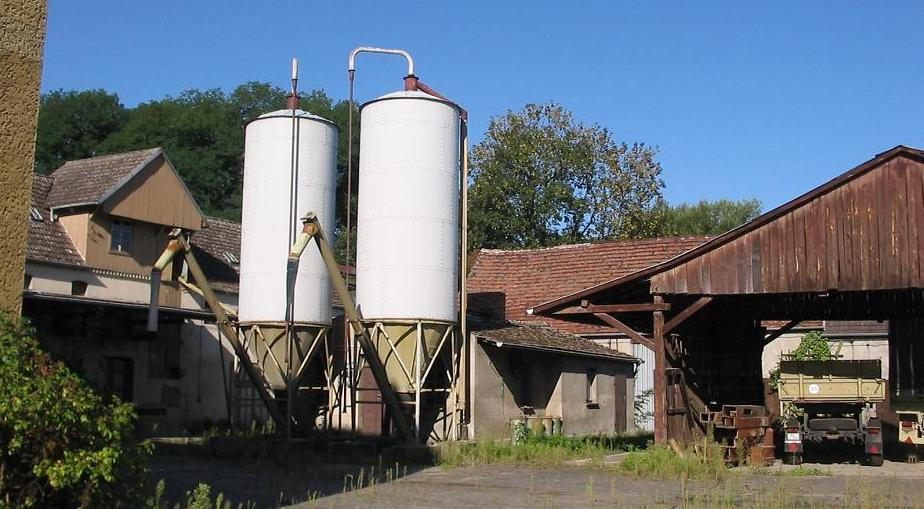
Alte Mühle

Wie viele Mühlen hat auch die Alte Mühle in Gömnigk ihre Sage, dort über den Müller Pumpfuß.

#### Im Besitz der Brandts von Lindau/Wiesenburg
Die Zisterzienser verkauften ihre Mühle nebst dem zugehörigen 11 Wispel Roggenzins am 26. März 1453 an Friedrich Brandt von Lindau, der drei Jahre später, 1456, von dem sächsischen Kurfürsten Friedrich II. mit dem Schloss und dem „Städlein“ Wiesenburg belehnt wurde (Lit: Regestenverzeichnis). Der Preis betrug 100 Gulden und 100 alte Schock. Zwanzig Jahre später, am 28. November 1474, schlossen die vermögenden Mönche mit Friedrich Brandt ein Pfandgeschäft ab und überließen ihm 100 Schock Groschen gegen einen Jahreszins von 5 Schock Groschen aus der Mühle Gömnigk bei Brück in Sachsen. Aus dem Jahr 1496 ist mit Jurge (Georg) Nichelmann erstmals der Name des Müllers überliefert. 1532 gehörte die Mühle wieder lastenfrei zum Brandtschen Haus Wiesenburg.

#### Überfall durch Hans Kohlhase
Im Jahr 1535 plünderte Hans Kohlhase, dem Heinrich von Kleist 1810 mit der Novelle Michael Kohlhaas ein literarisches Denkmal setzte, mit acht Spießgesellen die Mühle und legte sie in Schutt und Asche. Bei diesem Überfall wurde der Müller durch einen Spieß hart verletzt. Sieben Jahre später muss die Mühle wieder aufgebaut gewesen sein, denn für 1542 findet sich die Angabe, dass neben dem Müller zwei Dienstboten tätig seien. 1550 sind zwei Mahlgänge erwähnt. 1732 soll die Mühle neu erbaut worden sein. Bis zum Jahr 1746 blieb sie im Brandtschen Besitz, als der General von Brandt von Lindau das Bauwerk an der Plane an den Müllermeister Johann Jacob Samuel Weichmann verkaufte. Der Preis betrug „400 Taler erblich und also, dass statt der sonstigen jährlichen 12 Wispel Roggen oder 11 Wispel Mehl 100 Taler jährlich Grundzins gegeben werden sollten“.

#### Feuer 1865 und Wiederaufbau

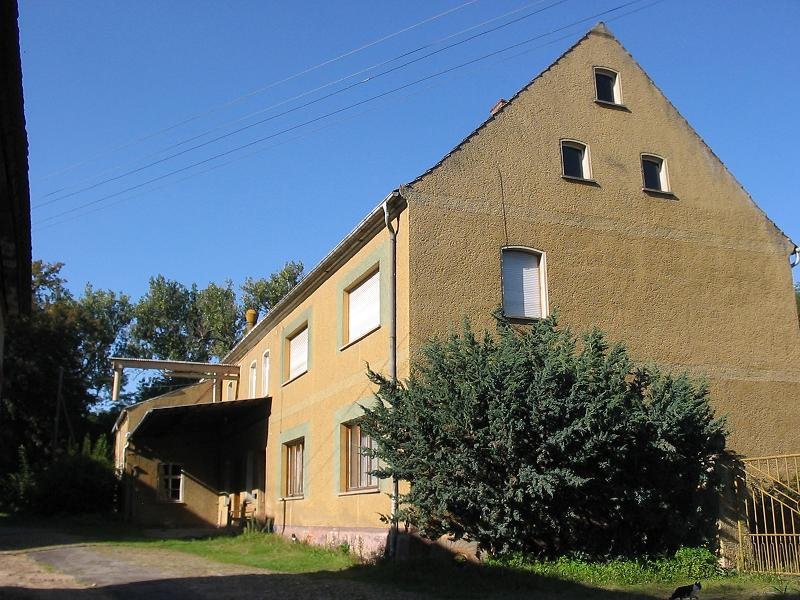
Alte Mühle (Wohnhaus Dorfstraße 1)

Nach mehreren Besitzerwechseln befand sich die Alte Mühle wahrscheinlich ab 1836 im Besitz der Familie Schiering (auch: Schierig), die sie bis zum Jahr 1920 hielt. Zehn Jahre nachdem der Brand das halbe Dorf verwüstet hatte, vernichtete ein Feuer in der Nacht vom 9. auf den 10. Januar 1865 auch große Teile der Mühle und ihrer Bestände. Aus gesundheitlichen Gründen und wegen seines fortgeschrittenen Alters versuchte der Mühlenmeister Erdmann Schiering daraufhin, seine Mühle zu verkaufen. Er schrieb das Bauwerk am 10./18. März 1865 wie folgt aus:
Mühlengrundstück […] an der Chaussee und dem Planezufluss zu verkaufen. Dasselbe enthält die Fundamente und stehengebliebenes Mauerwerk der abgebrannten Wohn- und Mühlengebäude mit übrig gebliebener großer Masse von Mauersteinen und bedeutenden zur Mühle gehöriger Eisenwerke, 9 stehen gebliebene Gebäude, circa 24 Morgen sie umschließende Gärten, Äcker und Wiesen mit sehr bedeutenden Obst- und anderen Baumanpflanzungen, ca. 20 Pferde-Wasserkraft mit zwei massiven Mahl- und Freiarchen. Verkaufspreis 18.000 Thlr., […]. Der Wiederaufbau in allen Teilen bereits in Angriff genommen, […]. Auf Verlangen an Nebenländereien auch circa 250 Morgen Acker, Wiese und Heide mit zu überlassen.

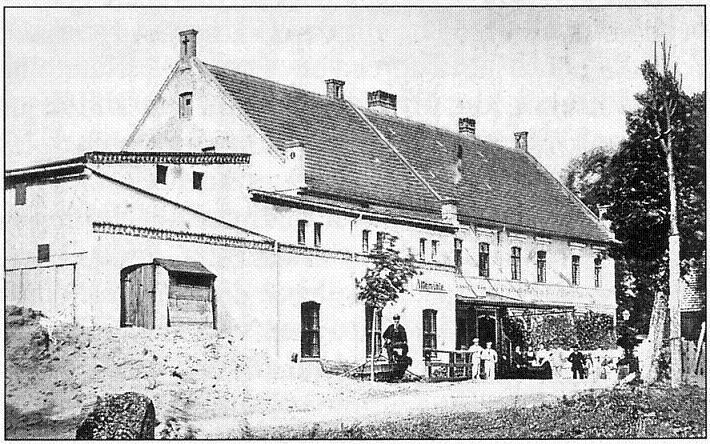
Alte Mühle, Mühlen- und Wohngebäude vor 1900

Da sich kein Käufer fand, entschloss sich E. Schiering, den Wiederaufbau im Vertrauen auf Gottes Hülfe selbst zu vollenden. Spätestens am 18. November 1865 war das gelungen, denn in einer Bekanntmachung dieses Tages ersuchte der Müller das mir bisher zugethan gewesene Publikum hiesiger Gegend, seine etwaigen Bedürfnisse in diesen Artikel wieder von hier beziehen zu wollen; es wird sowohl in Mehl wie in Brettern aller Art stets Vorrath sein, […]. Demnach bestand zu dieser Zeit neben der Mahlmühle auch eine Schneidemühle.

#### Fischereirecht und Turbinenbetrieb
Von 1869 bis 1910 war die Mühle im Besitz von Wilhelm Friedrich Schiering (1848–1920), der sie am 10. Dezember 1872 unter der Nummer 456 in das Firmenregister des Königlichen Kreisgerichtes unter der Firmierung W. Schiering und der Ortsangabe Alte Mühle eintragen ließ. Vor und neben der Mühle ließ Schiering einen Park mit einem Teich anlegen, die beide nicht mehr vorhanden sind. Auf einem Teil des Parks baute er 1899 als Alterssitz das heutige Wohnhaus Dorfstraße Nr. 61, das nach seinem Tod und dem Verkauf der Mühle im Jahr 1920 seine Frau Friedericke Rosalie, geborene Kuhlmey, und seine beiden Kinder in Erbengemeinschaft behielten. Rosalie Schiering war am 29. Mai 1858 auf der Niemegker Werdermühle zur Welt gekommen und starb am 9. März 1953 mit 94 Jahren auf der Alten Mühle.

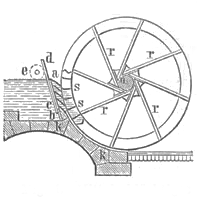
Mittelschlächtiges Wasserrad

Wahrscheinlich 1910 übergab Wilhelm Friedrich Schiering die Mühle an seinen Sohn Werner Schiering, der am 31. Mai 1918 beantragte, sein volles Fischereirecht in das Wasserbuch einzutragen. Nach seinen Angaben umfasste es die Plane von der Gönninger bis zur Treibnetz Mühle, den gesamten Freiwassergraben und Teile des Faulen Grabens. Der Antrag führt aus: Er stützt sein Fischereirecht auf das Bestehen seit mehreren 100 Jahren für den Besitzer der Alten Mühle und auf ungestörte Ausübung durch seinen Vater und ihn seit dem Jahre 1869 […].

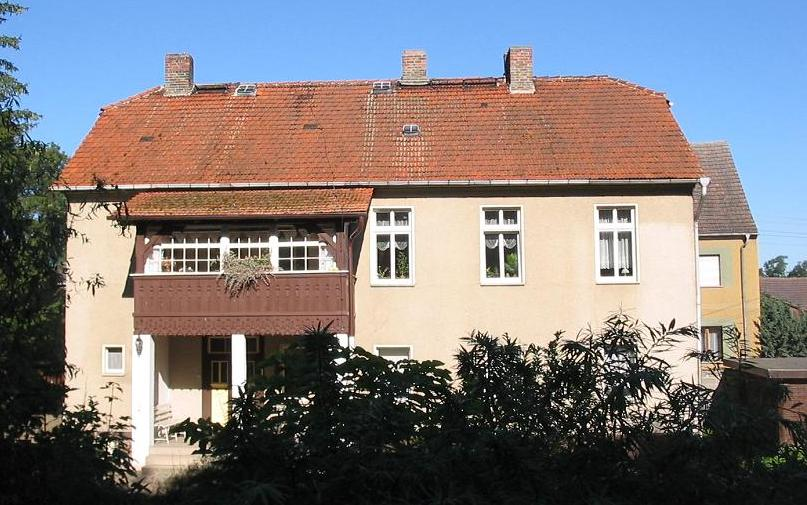
Dorfstraße 61, Wohnhaus von 1899 vor Alter Mühle

Zwei Jahre später, 1920, kaufte die Müllerfamilie Kahmann aus Reuden die Alte Mühle, die 1924 unter der Firmierung Kahmann & Söhne, Alte Mühle bei Brück einen ehrliche[n] Knecht für Mühlenfuhrwerk und Landarbeit suchte. Die Söhne firmierten unter Gebrüder Richard & Richard Kahmann und kauften 1930 die Neue Mühle hinzu, die seit 1730 rund 200 Meter planeaufwärts bestand.
Inzwischen betrieben drei rückschlächtige beziehungsweise mittelschlächtige Wasserräder mit einer Breite von je 1,25 Metern und einem Durchschnitt von je 4,50 Metern die Mühle. 1927 ersetzten zwei Francis-Turbinen die Wasserräder.

#### Zwangsarbeit und Kriegsschäden
Während des Zweiten Weltkriegs arbeiteten drei Kriegsgefangene aus Frankreich auf dem Gelände der Alten Mühle und waren in der Gesellenstube untergebracht. Am 3. Mai 1945 wurden die hinter Stall und Scheune befindlichen zwei Eisenbahnbrücken mit zwölf entschärften amerikanischen Fliegerbomben gesprengt, um den Vormarsch der Roten Armee zu bremsen. Diese Maßnahme führte zu erheblichen Schäden an den Gebäuden der Alten Mühle.

#### Stilllegung, Energieerzeugung und Gemeineigentum
Die Mühle war bis zum Jahr 2002 in Betrieb. Nach der Stilllegung wurde die Mahltechnik im Wesentlichen nach Osteuropa verkauft. Ende 2007 veräußerte die Familie Kahmann die Gebäude inklusive aller noch vorhandener Gerätschaften, sowie dazu gehörige 18 ha Land an eine Privatperson. Erklärtes Ziel war fortan, auf dem Gelände ein Gemeinschaftsprojekt zu etablieren. 2009 wurden die Turbinen saniert und als Kleinwasserkraftanlage wieder in Betrieb genommen; 2011 folgte die Installation einer Solarstromanlage auf dem Dach des Mühlen- und Wohngebäudes. Im Sommer 2014 wurde das Gelände mit Hilfe des Mietshäuser Syndikats in Gemeineigentum überführt. Im Syndikatsverbund ist die Alte Mühle Gömnigk auf die Fläche bezogen das bisher größte Syndikatsprojekt. In Brück wird die Alte Mühle seit 2015 vor allem als Ort der Flüchtlingshilfe wahrgenommen.

### Neue Mühle
Die Neue Mühle liegt hinter den Häusern am östlichen Rand des Straßendorfs zwischen der Dorfstraße und dem alten Verbindungsweg nach Niemegk an der Plane. Sie war seit ihrer Gründung 1730 für rund zweihundert Jahre bis 1945 in Betrieb. Bauherr war der Belziger Schlossmüller Johann Christoph Klunter (auch: Klunker), der die Mühle zuerst verpachtete, 1744 um einen Neben- und Allergang erweiterte und 1764 an den Büdner-Sohn Martin Ruhle verkaufte. Dessen Sohn und Nachfolger Johann Gottlieb Ruhle erhielt 1783 die Erlaubnis zur Einlage und Verzapfung von Bier, also die Schankberechtigung. Das war nicht ungewöhnlich, denn viele Müller betrieben nebenher oder im Alter Gaststätten in ihren Dörfern.

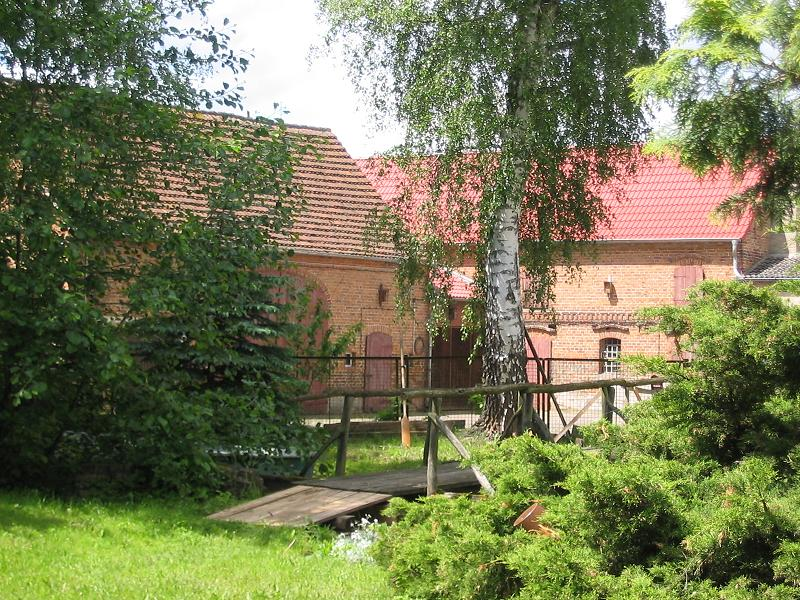
Neue Mühle

Am 14. April 1784 erhielt Ruhle zudem die Genehmigung, eine Ölmühle mit vier Stampfen anzubauen. Bis zur Mitte des 19. Jahrhunderts verblieb die Mühle, die über zwei Mahlgänge verfügte, im Besitz der Familie Ruhle. Laut einem Beleg aus dem Jahr 1790 beschäftigte die Mühle in diesem Jahr einen Müller und einen Brandweinbrenner aus der Familie, hinzu kamen ein Knecht, zwei Viehmägde und zwei Müllerburschen. Zwischen 1856 und 1884 wechselte der Besitz mehrfach, bis schließlich Hermann August Lindner die Mühle erwarb und nach 39 Jahren, 1923, den Betrieb wegen Unrentabilität einstellte. Beim Kauf Lindners im Jahr 1884 bestand das Anwesen aus der Wassermühle mit einem ziegelgedeckten Fachwerkhaus, aus dem Torhaus, zwei Schuppen, zwei Ställen und der Scheune. Bis auf eine Scheune waren sämtliche Nebengebäude massiv ausgeführt und besaßen Ziegeldächer. Noch im selben Jahr 1884 ersetzte Lindner einen Teil des großen Stalles durch einen Backofen.
Lindner veräußerte das Bauwerk 1930 an die Besitzer der alten Mühle, die Gebrüder Richard & Richard Kahmann. Laut Auskunft von Herrn Kahmann erfolgte der Zukauf der bereits stillgelegten und preiswert angebotenen Mühle, um Wohnraum hinzuzugewinnen und um eine mögliche neue Konkurrenz in der unmittelbaren Nachbarschaft zu verhindern. Das Gebäude mit dem Mühlenrad und der Turbine ließen die Besitzer abreißen und errichteten auf dem Fundament eine Terrasse, die sich direkt an den Holzsteg anschließt, der, wie auf dem zweiten Bild neben dem Inhaltsverzeichnis abgebildet, über die Plane führt. Die Familie Kahmann betreibt heute in restaurierten Gebäuden der Neuen Mühle eine Zimmervermietung.

## Weitere Kleinbetriebe und Gewerbe
Neben den beiden Mühlen bestanden in Gömnigk weitere Kleinbetriebe und -Gewerbe. Dazu zählten die Schmiede, zwei Ziegeleien, eine Colonialwarenhandlung und die noch heute bestehende Gaststätte, die zwischenzeitlich mit einem großen Tanzsaal für beschwingte Dorfabende sorgte. Zur DDR-Zeit befand sich zudem im ehemaligen Schulgebäude ein Konsum als ländlicher Tante-Emma-Laden.

### Schmiede
Auf dem Kossätengut Nr. 10, der heutigen Dorfstraße 10, lag die Dorfschmiede. Erste Hinweise hierzu finden sich mit den Namen der Besitzer Hans Smidt (1496) und Severin Smith (1500). Während des Dreißigjährigen Krieges ist Hans Haseloff 1628 als Besitzer eingetragen. Unter Haseloff fiel die Schmiede wüst (1640). Der Wiederaufbau ließ auf sich warten und es war offensichtlich schwer, einen Betreiber zu finden, denn ein Dokument aus dem Jahr 1661 hält fest: Obwohl Gerhard Schröter solch Coßätengutlein anzubauen sich angegeben, ist er doch hernach wieder entlaufen. Während des 18. Jahrhunderts sind verschiedene Mitglieder der Familie Haseloff als Eigentümer eingetragen, wobei unklar bleibt, ob hier lediglich die Besitzer fortgeschrieben wurden oder ob der Schmiedebetrieb wieder aufgenommen werden konnte.

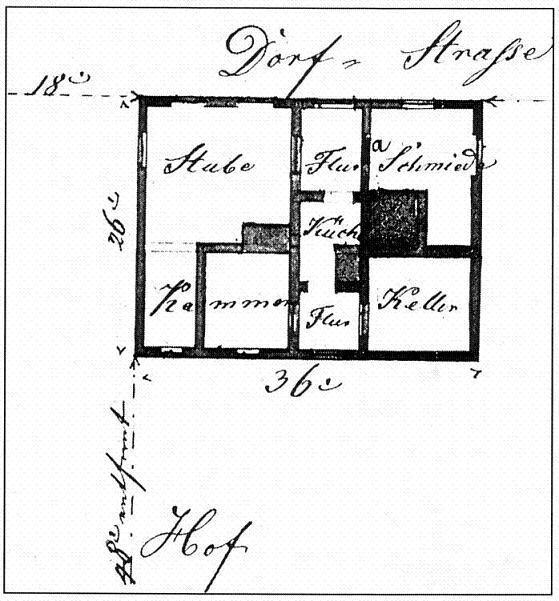
Neubau Wohnhaus mit Schmiede 1857, Dorfstraße 10 (ehemaliges Kossätengut Nr. 10 / 2006 Hof des Ökobauern Schulz, s. u.)

Sicher ist, dass am 20. Februar 1794 Christian Schmidt für 211 Taler das Gut kaufte und versuchte, noch im gleichen Jahr ein neues Wohnhaus mit Kuhstall zu errichten, was ihm wegen ausbleibender Materiallieferungen nicht gelang. Nach weiteren Besitzerwechseln muss spätestens 1816 – ein Jahr zuvor war Gömnigk zurück nach Brandenburg/Preußen gekommen – wieder eine funktionsfähige Schmiede vorhanden gewesen sein, wie aus dem Kaufvertrag vom 16. April hervorgeht: Der Auszugshüfner Martin Friedrich veräußerte ein […] im ruhigen Besitze und Nutzen gehabtes Coßäthengut und ein auf erhaltene Conzeßion dazu erbautes Schmiedehaus, nebst dabei befindlichen Haußgarten auch dem dermalen im Schmiedehause befindlichen Schmiede-Handwerkszeuge und […] frey an den Meister Johann Jacob Beelitz Huf- und Waffenschmied zu Zinna um und für 140 Taler Sächsischen Gelde und 200 Taler in Preußischen Courant gezahlt werden sollen.
1850 ging das Kossätengut mit der Schmiede für 600 Taler und ein Altenteil an den Sohn Friedrich Wilhelm Beelitz, der bereits fünf Jahre später für 1500 Taler an den Schmiedemeister Friedrich Nichelmann aus Grubo weiterverkaufte. 1857 baute Nichelmann ein neues Wohnhaus mit Schmiede, das bereits 1892, dann im Besitz seiner Tochter Wilhelmine, wieder abgerissen und durch ein massives neues Wohnhaus ersetzt wurde. Die Genehmigung zum Neubau 1857 hatte Nichelmann nur unter Einhaltung schärferer Brandschutzbestimmungen erhalten.
Die Tochter Wilhelmine hatte 1874 bei der Übernahme 2200 Taler für das gesamte Gut zu zahlen bei gleichzeitiger Verpflichtung, ihre beiden minderjährigen Geschwister […] bis zur Vollendung des 14. Lebensjahres in allen Bedürfnissen zu unterhalten und bei der Verheiratung oder dem Erreichen der Großjährigkeit ein aufgemachtes Bett mit zwei vollständigen Bezügen zu gewähren. Mit dem Abriss 1892 endete die Zeit der Schmiede. 1913 verkauften Wilhelmine und ihr Ehemann Ferdinand Jungermann das Kossätengut für 5000 Mark und ein Altenteil im Jahreswert von 850 Mark (der gemeine Wert der Grundstücke betrug 14000 Mark). Nach weiteren Besitzerwechseln ist das Gut seit einiger Zeit im Besitz der Familie Schulz. Seit 1997 verkauft der Agraringenieur Schulz einmal wöchentlich die Produkte seiner ökologischen Schweinezucht im Hof der ursprünglichen Schmiede (siehe Kapitel unten, Ökologische Schweinezucht).

### Ziegeleien

#### Vom Brennofen über die Biberfarm zur Abdeckerei

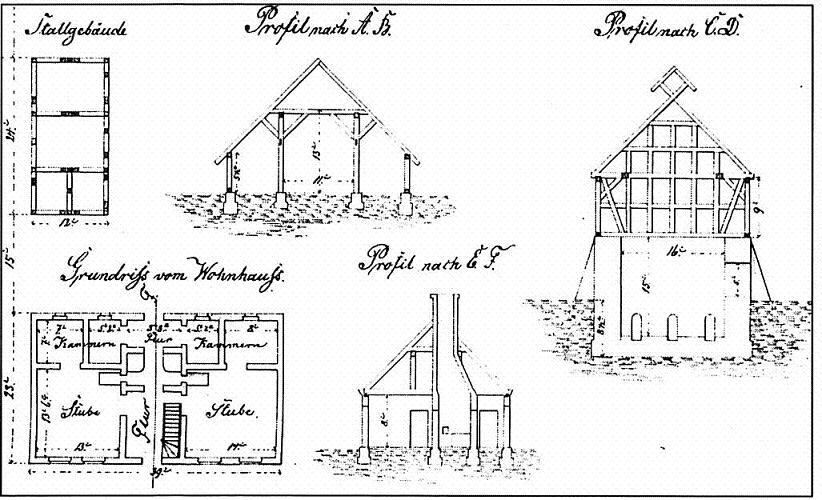
Planung der Ziegelei 1855

In der Niemegker Straße 2 südlich des Dorfkerns legte der Hüfner Johann Gottlieb Rettig, der auf dem Stammgut Nr. 24 in der Dorfstraße 52 saß, 1855 und in den Folgejahren eine Ziegelei mit einem Wohnhaus, einem Ziegelbrennofen, einem Stall und zwei Scheunen an. 1878 kaufte Ferdinand Schulze die Ziegelei und ließ 1879 ein weiteres Wohnhaus bauen; das alte Gebäude diente bis zum Abriss 1920 als Arbeiterwohnhaus. Bis zum Ende des Neunzehnten Jahrhunderts kamen zwei weitere Arbeiterwohnhäuser mit verschiedenen Ställen hinzu. Nach der Zwangsversteigerung der Ziegelei Schulze im Jahr 1920 wechselte der Betrieb mehrfach in kurzen Abständen und in Teilstücken den Besitzer, bis die Pensionärin Walburga Prophete aus Bad Wörishofen 1935 das Restgut erwarb. Bald danach wechselte der Besitz zu Heinz von Lehn, der mit dem Teichgut Gömnigk seine Berlin-Gatower Biberburg um eine Biberfarm erweiterte. In Gatow erinnern heute unter anderem eine Klinik und eine Bushaltestelle mit dem Namen Biberburg an diese Episode. Die Gömnigker Farm hatte nur kurzen Bestand, denn 1942 baute der nächste Eigentümer Barfuß die Gebäude zu einer Abdeckerei um, die bis 1990 in Betrieb war. Seither ist die ehemalige Ziegelei im Besitz der Familie Zech, die bereits seit Eröffnung der Abdeckerei auf dem Grundstück lebt und deren Mitglieder dort teils als Vorarbeiter tätig waren.

#### Weitere Ziegeleien
Weitere Ziegeleien auf dem Gömnigker Felde entstanden in unmittelbarer Nachbarschaft der ersten Fabrik in der Niemegker Straße 4 und 5. Auf dem Grundstück Nr. 5 ließ der Ziegeleibesitzer Louis Mann 1860 ein massives Wohnhaus anlegen, das er 1874 erweitern ließ. Auf dem Grundstück Nr. 4 ließ er 1870 ein Tagelöhnerhaus errichten, dem 1878 der Neubau einer Wagenremise folgte. Das Grundstück Nummer 5 verkaufte er 1897 für 5.000 Mark an die Ziegeleibesitzer Gustav und Reinhard Mann aus Herzfelde, sicherte sich jedoch ein lebenslanges Wohnrecht in den beiden Giebelstuben des Wohnhauses. 1898 erwarb Alfons Vobach aus Neuendorf (Nowawes) beide Grundstücke. Die Nr. 4 und weitere Teilgrundstücke kaufte 1919 der Zimmermann Wilhelm Kählitz aus Berlin-Zehlendorf für 18.500 Mark. Das ehemalige Tagelöhnerhaus und die inzwischen zu einem Wohnhaus umgebaute Remise wechselten noch mehrfach den Eigentümer und sind noch heute bewohnt. Die Nr. 5 ging 1919 zum Teil an den Schneidermeister Hermann Sölter aus dem Nachbardorf Trebitz. Für Wohnhaus, Seitengebäude, Stall, Holzstall, Scheune und Materialkammer zahlte Sölter 30.000 Mark. Auch dieses Grundstück, das gleichfalls durch weitere Hände ging, ist noch heute bewohnt; 1983 wurde das Wohnhaus um eine Etage aufgestockt.

### Gastwirtschaft

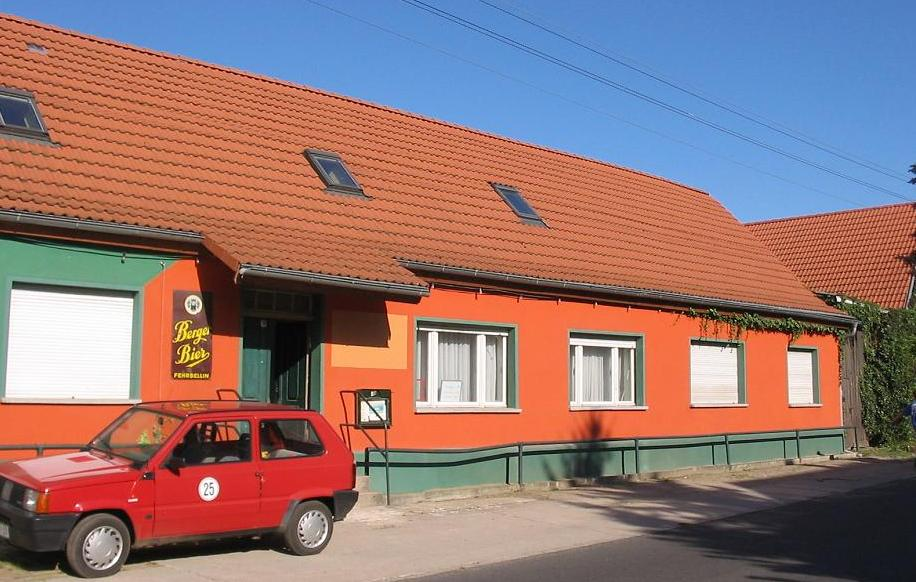
Dorfstraße 3, Gasthaus seit 1877

Spätestens seit 1877 betrieb der Bauernsohn August Karl Zander in der Dorfstraße 3 eine Schankwirtschaft, die bis heute überdauert hat. Interessant aus heutiger Sicht ist die Vertragsgestaltung, denn beim Kauf des Hauses 1867 für 1000 Taler verpflichtete sich der 30-jährige Zander, innerhalb von drei Monaten die Tochter des Verkäufers zu heiraten, andernfalls konnte der Verkäufer vom Vertrag zurücktreten. Zander kam seiner Verpflichtung nach. Nach vielfältigen Umbauten, Erweiterungen und auch Grundstücksteilverkäufen ließen die Nachbesitzer 1913 einen Tanzsaal anlegen, der unter Maßgabe der baupolizeilichen Bestimmungen für 412 Personen ausgelegt war. Nach weiteren Umbauten erreichte die Straßenfront der Gastwirtschaft schließlich eine Länge von 25 Metern und besaß neben der Eingangstür 9 schmale Fenster. Die erneute Saaleinweihung 1933, mit der gleichzeitig das 20-jährige Saaljubiläum gefeiert wurde, annoncierte die Gastwirtsfamilie wie folgt (Auszug):

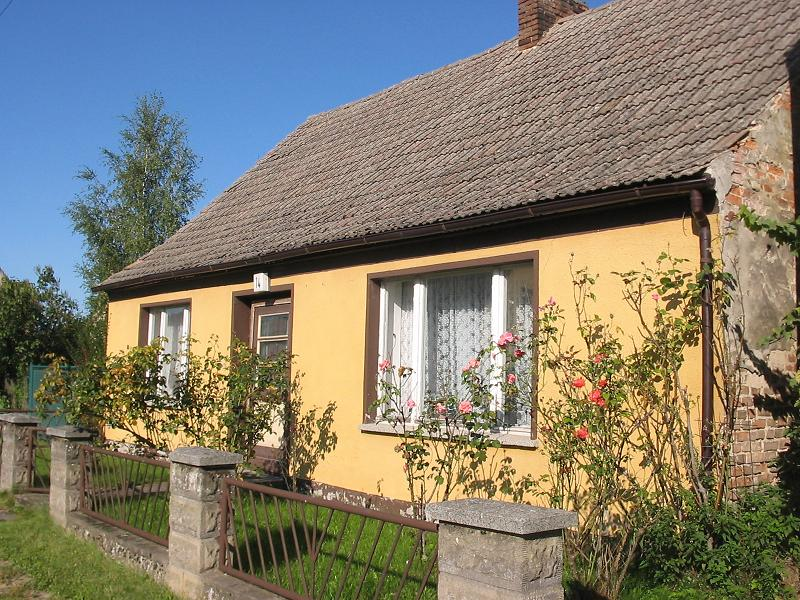
Dorfstraße 14, ehemaliges Kossätengut Nr. 7, nach 1910 vorübergehend Colonialwarenhandlung v. H. Hahn

Gömnigk. Saaleinweihung. Vor zwanzig Jahren erbaute hier der Gastwirt Wernicke einen geräumigen Tanzsaal. Seit einiger Zeit hat dieser Vergnügungsraum ein hübsches Ansehen bekommen. Kunstmaler Harz bei der Firma Blisse in Brück hat es verstanden, eine Farbenzusammenstellung herauszufinden, die für das Auge wohltuend wirkt. Kunstmalereien, die Handel, Gewerbe, Bestellung des Ackers, Ernte und Rheingegend darstellen sollen, zieren außerdem die Wände des Saales. […]

### Weitere Geschäfte heute und Tourismus

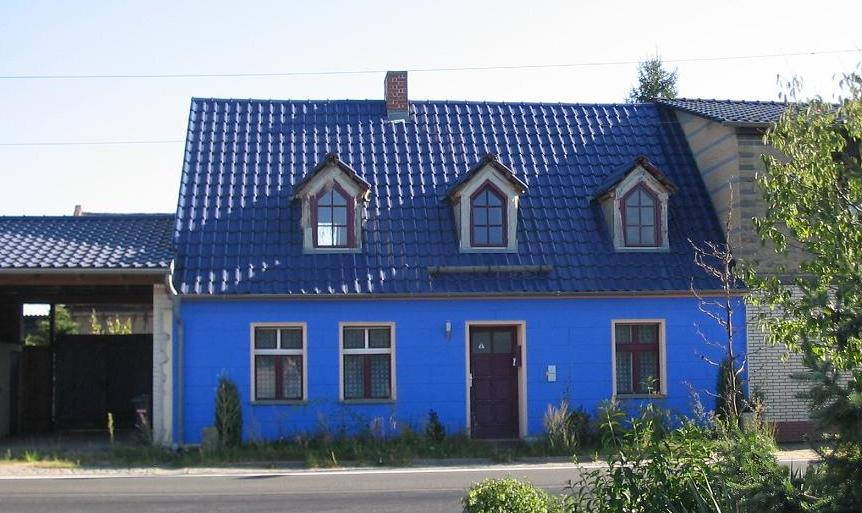
Dorfstraße 38, ehemaliges Büdnergut 41, heute Haus eines Architekten

Eine weitere Gastwirtschaft mit angeschlossener Pension besteht seit einigen Jahren im sanierten Gebäude der alten Schule in der Dorfstraße 17. Nach der Schulschließung 1976 hatte in dem Gebäude bis 1990 der Konsum Lebensmittel und Bedarfsartikel verkauft. Ein weiterer Laden bestand zwischen 1910 und wahrscheinlich 1920 im Kossätengut Nr. 7, heute Dorfstraße 14. Hier führte Hermann Hahn die Colonialwarenhandlung v. H. Hahn. Ferner betreibt heute eine Tiefbaufirma ihr Büro in Gömnigk und im ehemaligen Büdnergut 38, in der Dorfstraße 41, führt Horst Döring eine Gärtnerei. Welche Gestaltungsmöglichkeiten für ein ehemaliges Tagelöhnerhaus bestehen, zeigt der Architekt Sven Holger Gerwien mit dem Büdnergut Nr. 41 in der Dorfstraße 38, das er 1990 erwarb.
Von dem touristischen Aufschwung vieler Dörfer im Naturpark Hoher Fläming und am Rand der Belziger Landschaftswiesen mit ihren Reiterhöfen oder Tagungshotels ist in Gömnigk bislang nur wenig zu spüren. Lediglich die Zimmervermietung der Neuen Mühle und die Pension in der alten Schule orientieren sich erkennbar am Fremdenverkehr. Während der Nachbarort Locktow mit einem alljährlichen Drachenfest, Brück mit Umzügen zum Erntedankfest oder der nahe Bad Belziger Ortsteil Fredersdorf mit dem bereits zum Kult ernannten Bettenrennen überregional Gäste ansprechen, hoffen die Gömnigker, wie sie selbst sagen, nicht weitere 750 Jahre auf ihr nächstes Fest warten zu müssen, nachdem sie im Jahr 2001 ihr 750-jähriges Dorfjubiläum drei Tage lang gefeiert hatten. Überregionale Bedeutung kommt inzwischen allerdings dem ökologisch orientierten landwirtschaftlichen Zuchtbetrieb von Bernd Schulz zu.

## Landwirtschaft
Nach Schließung der Mühlen, der Ziegeleien und angeführten Kleingewerbe bestimmt heute wieder weitgehend die Landwirtschaft das noch verbliebene Wirtschaftsleben in Gömnigk.
Erschweren die kargen Böden noch immer den Anbau, gehört der Kampf gegen Überschwemmungen seit den Flussregulierungen zur Geschichte.

### Böden, Überschwemmungen, Dreifelderwirtschaft

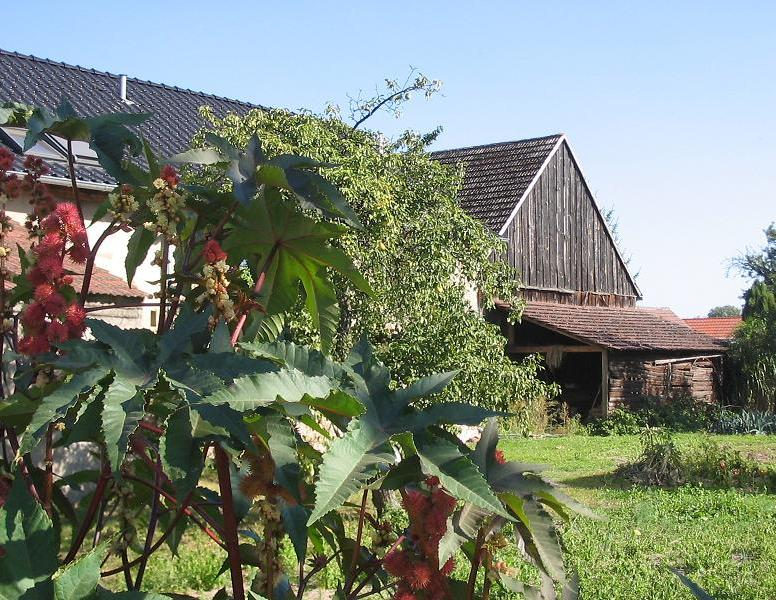
Garten, Scheune Dorfstraße 42, ehemaliges Büdnergut Nr. 27

Neben den ausführlichen Beschreibungen zur Ausstattung der Gömnigker Höfe mit Gärten und Vieh finden sich im Flurbuch aus dem Beginn des 19. Jahrhunderts Angaben über die Beschaffenheit der Felder und Gärten im Dorf. Der Boden wird naturgemäß als im Allgemeinen sandig beschrieben, da er von den mächtigen Schmelzwassersanden des Baruther Urstromtals geprägt ist. Nur am Fluss gab es nach dem Bericht Äcker mit besseren Böden, welche jedoch häufig den Überschwemmungen der Plane ausgesetzt waren. Die fast regelmäßigen Frühjahrsüberschwemmungen beeinträchtigten auch den Anbau in den Gärten erheblich, die deshalb nie zu einiger Vollkommenheit gebracht werden konnten und sich auf Erdäpfel, Salat, Grünkohl, und einige Rübenarten beschränken mussten.
Drei Bodenklassen hält das Flurbuch fest. Die erste Klasse bestand aus Gebieten an der Plane mit dem Anbau von Gerste und Weizen. Die zweite Klasse enthielt Felder, die beständig – von der Brache abgesehen – mit Korn und Hafer bestellt werden konnten. Die dritte Klasse umfasste die Flugsandfelder, die allenfalls in jedem sechsten oder neunten Jahr einmal mit Winter-Roggen bestellet werden, und dennoch eine kärgliche Ernte geben. Die Äcker wurden mit der klassischen Dreifelderwirtschaft mit Wintergetreide, Sommergetreide und Brache bewirtschaftet. Die Düngung erfolgte alle drei Jahre mit den gewöhnlichen Düngungsmitteln, Stroh und Heu.
Das Holz bestand aus lauter Feldholz aus Kiefern schlechter Beschaffenheit und war der Hütung unterworfen. Stehende Gewässer oder Teiche gab es in Gömnigk nicht, lediglich zwei Hüfner haben auf ihren Enden einen Tümpel, worinnen Karauschen sich halten.

### Kollektivierung

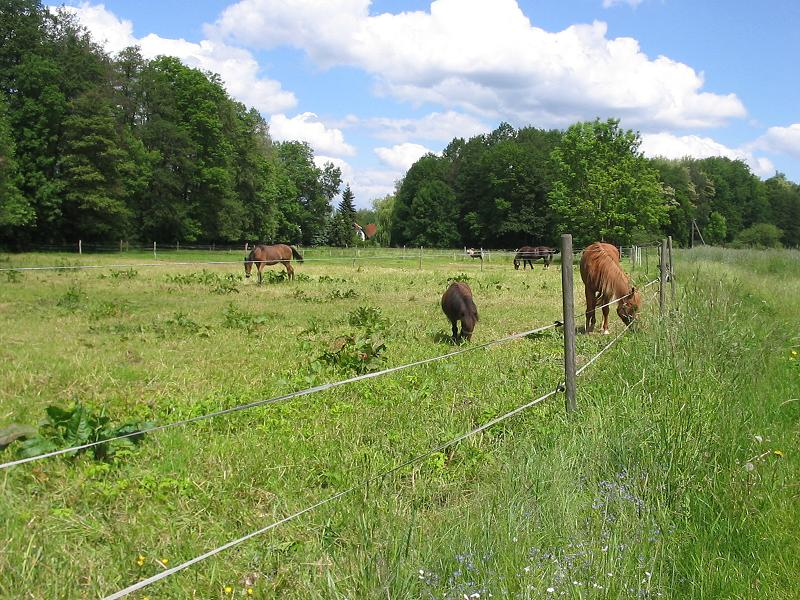
Weide im Planetal

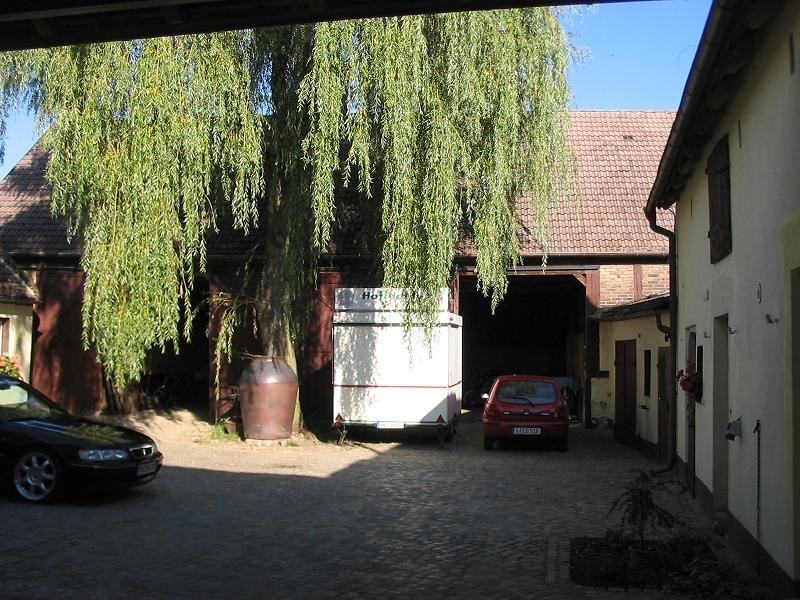
Hof Dorfstraße 10, vom Kossätengut zum ökologischen Hofverkauf

Hinweise auf weitere Entwicklungen oder Erträge in der Landwirtschaft enthalten die Quellen nicht. Zur DDR-Zeit kam es zur landestypischen Kollektivierung. Scheunen und Ställe, die nicht mehr benötigt wurden, rissen Lücken in die Gebäuderinge der Höfe. Nach der Abtragung der Gebäude des ehemaligen Kossätenguts 4 in der Dorfstraße 47a, die irgendwann zwischen 1911 und 1945 erfolgte, errichtete um 1965 die LPG Gömnigk auf dem freien Gelände am Kirchenacker ihr Wiegehäuschen.
Während sich die Felder des Nachbardorfs Trebitz nach Westen in die Belziger Landschaftswiesen erstrecken und heute der Naturschutzverordnung unter dem Begriff des Vertragsnaturschutzes unterliegen, ziehen sich die landwirtschaftlichen Flächen Gömnigks nach Süden an der Plane entlang. Einen großen Teil des Gebiets, der bis zur Grenze nach Neschholz zwischen der Bundesstraße 246 und der Wühlmühle reicht, nimmt die Schweinezucht von Bernd Schulz ein. Der Züchter schließt sich mit seiner Freilandhaltung an die Entwicklungen in der Ökologischen Viehzucht an.

### Ökologische Schweinezucht

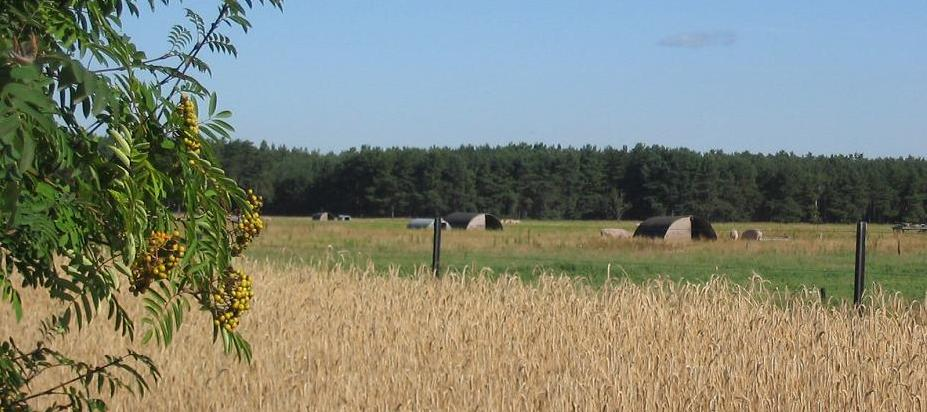
Freilandhaltung mit Schweinezucht in Gömnigk

Der Naturlandhof umfasst eine Freilandfläche von 35 Hektar mit rund 300 Hausschweinen und Ferkeln sowie einen Zuchteber. Neben der stetig steigenden Nachfrage für Bioprodukte bietet der ökologische Landbau aus unternehmerischer Sicht einen weiteren großen Vorteil. Zwar liegen die laufenden Unterhaltskosten über denen herkömmlicher Massenzuchtanlagen, dafür hat die Freiland-Haltung laut Schulz den entscheidenden Vorteil, dass man nur ein Drittel der Investitionen benötigt. Seine Produkte vermarktet Schulz unter anderem einmal wöchentlich in seinem Hof, der ehemaligen Schmiede im Direktverkauf.

## Geschichte der Dorfschule

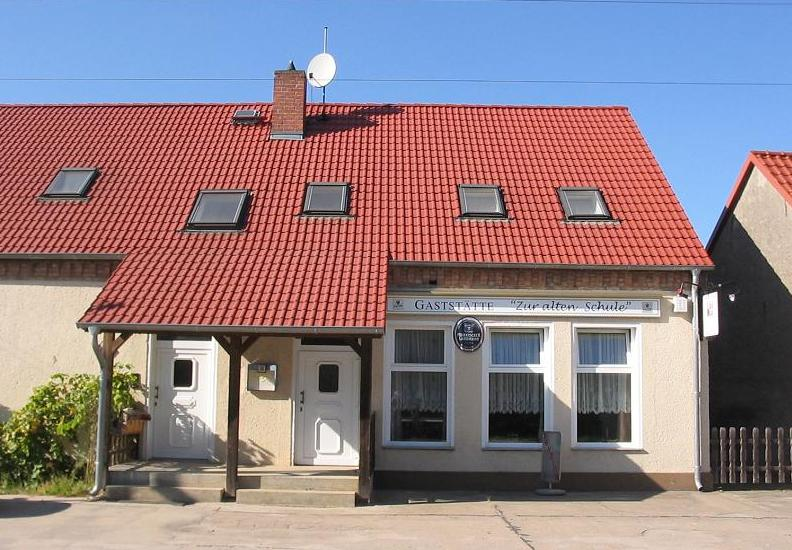
Altes Schulgebäude, Dorfstraße 17, heute Gaststätte, Pension

Zwischen 1897 und 1976 besaß Gömnigk in der Dorfstraße 17 ein eigenes Schulgebäude. Heute besteht in dem Haus eine Pension mit Gaststube, deren Name Gaststätte „Zur alten Schule“ an diese Zeit erinnert. Vor 1897 besuchten die Gömnigker (und Trebitzer) Kinder die Schule im Brücker Vorort Rottstock, der rund einen Kilometer entfernt liegt. Seit 1976 gehen die Schülerinnen und Schüler zum Unterricht in das Nachbardorf Trebitz.

### Brot und Eier als Schulgeld
Erste Aufzeichnungen über Gömnigker Schulkinder bestehen aus dem Jahr 1820, in dem 19 Kinder aus Gömnigk die Rottstocker Schule besuchten. Darunter waren Kinder von Hüfnern, Kossäten, des Müllers, des Kuhhirten und des Pferdehirten Georg Hübner, der drei schulpflichtige Töchter hatte. Büdner sind erstmals im Jahr 1853 verzeichnet, in dem 26 Gömnigker Kinder im Alter zwischen 6 und 13 Jahren notiert sind. Die Bezahlung des Lehrers (Schulgeld) erfolgte neben einer Grundvergütung in Naturalien, die gestaffelt nach dem sozialen Rang/Besitz der Eltern bemessen waren. Der vermögendste Hüfner zahlte zwei Scheffel Roggen, ein Brot und sechs Eier, weniger betuchte Hüfner ein Scheffel Roggen, ein Brot und vier Eier, die Müller ein Brot und vier Eier, Kossäten und Büdner (unter anderem der Schmied) eineinhalb Brote und zwei Eier und der Hirte musste lediglich ein Ei aufbringen.

### Eigene Dorfschule 1897 und erster Lehrer

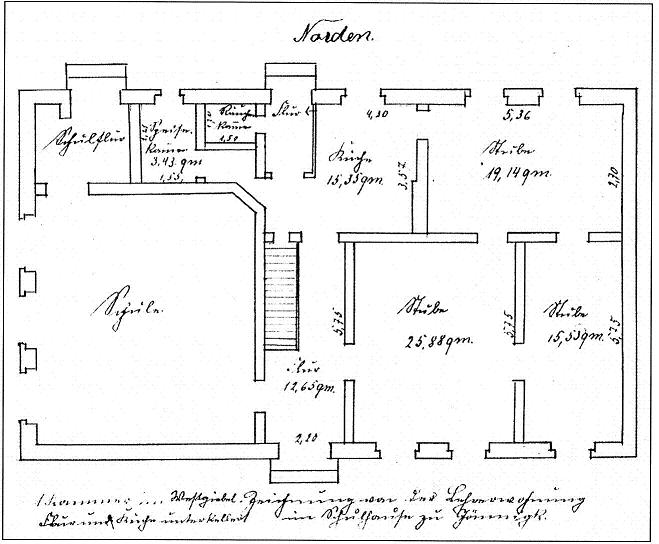
Grundriss der Schule, 1903

Die Planung der Gömnigker Schule geht auf das Jahr 1842 zurück, in dem im Zuge der Aufteilung von Hüfnergrundstücken Raum für den Fall reserviert wurde, dass künftig einmal eine besondere Küster- und Schullehrerstelle im Ort etabliert werden sollte. Dazu wurden ein Garten und 168 Quadratruten Ackerland zur teilweisen Selbstversorgung des Lehrers ausgewiesen. Bis zur Errichtung der Schule im Jahr 1896 dauerte es dann über fünfzig Jahre. Die Schulstube hatte drei Fenster und wies bei 7,10 Metern Länge und 6 Metern Breite eine Fläche von 42,6 Quadratmetern auf. Platz war für 16 Schulbänke mit je 4 Sitzen. Da zur Eröffnung 1897 nur 43 Schulkinder vorhanden waren, stellte die Gemeinde 12 Bänke auf und lagerte die übrigen auf dem Schulboden ein.

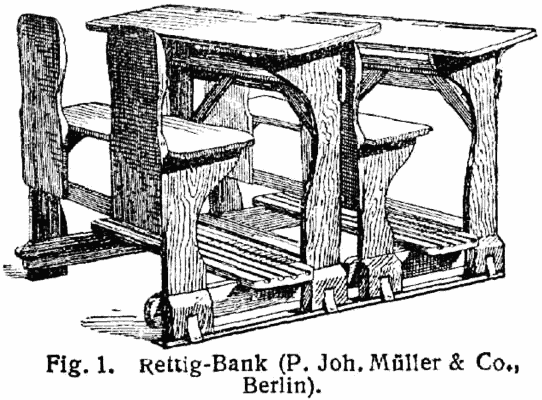
Historische Schulbank

Erster Lehrer war Ernst Krüger aus Bremsdorf im Schlaubetal, der am 21. Mai 1892 die zweite Lehrerprüfung in Köpenick bestanden und zuvor in Garrey unterrichtet hatte. Ein erster Bericht von Kreisschulinspektor Meyer über die wöchentlichen 30 bis 32 Unterrichtsstunden bemängelte am 23. November 1897 den Leistungsstand bei den Gebeten und die insgesamt zwar sauberen, aber wenig gefälligen Handschriften. Die Handhabung der Schulzucht durch Krüger fand eine gute Beurteilung und ihm wurde eine besondere Arbeitserschwernis attestiert, da unter den älteren Knaben verhältnismäßig viele schwachbegabte zu sein schienen.
Bemerkenswert in den Dokumenten sind die Mitteilungen über die Lehrerversorgung. Krüger hatte sich in Gömnigk unter anderem beworben, um sich aus der […] feuchten ungesunden, stockigen Luft, welche stets in meiner Wohnung ist, zu befreien. Das ersehnte Haus fand er in Gömnigk offenbar vor, klagte aber sehr bald über die unzureichende Bezahlung. In einer Bewerbung an die Schule in Ahrensdorf schrieb er 1899: Doch was nützt das schöne Haus, wenn man bei der sparsamsten Haushaltung mit […] einer aus fünf Personen bestehenden Familie nicht gut auskommen [kann]. […] So bin ich denn in hiesiger Gegend der am geringsten Besoldete. Selbst den auf dem Lande notwendigen Obstgarten müsse er entbehren und sämtliches Obst von seinem spärlich zugemessenem Einkommen bezahlen. Im benachbarten Dorf Mörz fand Krüger dann offenbar eine ihm zusagende Stelle, denn hier war er ab 1900 bis zu seiner Pensionierung tätig.

### Zweiunddreißig Jahre im Dienst

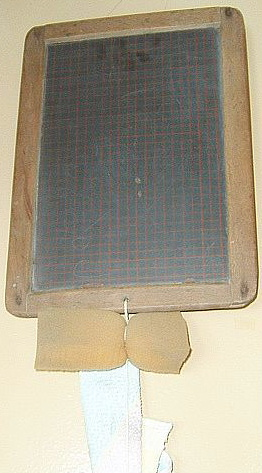
Schiefertafeln sind allerdings allmählich zu beseitigen. (Inspektion 1930)

Blieb der erste Gömnigker Lehrer also nur drei Jahre, war sein Nachfolger Ferdinand Rätz mit einer Dienstdauer von 32 Jahren der Lehrer, der am längsten, von 1900 bis 1932, in Gömnigk tätig war. Rätz, der seit 1906 zusätzlich als stellvertretender Standesbeamter arbeitete, konnte den Schulbetrieb aufgrund einer schweren Krankheit allerdings nicht in seiner gesamten langjährigen Dienstzeit aufrechterhalten. Während der Behandlung seiner chronischen Sprachstörung kam es zur Schulschließung und die Gömnigker Schulkinder wurden vorübergehend von dem Trebitzer Lehrer Hamer mitbetreut. Ohnehin schon schwächlich, war die Betreuung von nunmehr 82 Kindern für Hamer eine Aufgabe, die eigentlich über seine Kraft ging. Im März 1913, im Februar und März 1918 sowie im Februar 1932 kam es zu weiteren Schließungen, in allen Fällen wegen Masern im Dorf. Die Schülerzahl lag bei Rätz Amtsantritt im Jahr 1900 bei 49, erreichte 1905 mit 57 die Spitze und fiel in den Jahren 1923 und 1924 auf jeweils 29. Die nächste überlieferte Zahl stammt aus dem Jahr 1936 mit 46 Schülern. Die Anteile der Jungen und Mädchen lag ungefähr gleichauf – mit einem leichten Übergewicht der Jungen in den Jahren zwischen 1898 und 1908 und einem Übergewicht der Mädchen zwischen 1909 und 1923.
Ferdinand Rätz erhielt bei den Schulinspektionen insgesamt recht viel Lob für seine Arbeit. 1930 hieß es in einem Bericht der Schulaufsicht Belzig: Eine gute Schule im Sinne der reinen Lernschule. Schiefertafeln sind allerdings allmählich zu beseitigen. Im Rechnen der letzten Jahrgänge die ersten Versuche neuzeitlicher Arbeit.

### Unterrichtsgestaltung bis 1932
Vor der späteren vierstufigen bestand (noch in Rottstock) um 1820 mit der Unter-, Mittel- und Oberklasse eine dreistufige Klassengliederung. Am Mittwochvormittag, an dem wie am Samstag alle drei Stufen parallel und wie dorfüblich in dem einen vorhandenen Schulraum zugegen waren, gab es in der ersten Stunde nach gemeinsamen Gebet und Gesang für die Oberklasse Lesen in Friedrich Philipp Wilmsens Brandenburger Kinderfreund, unterdessen die Mittelklasse schreibt u. die Unterklasse mit Buchstaben u. Striche machen sich beschäftigt. In der zweiten Stunde hatte die Mittel- und Unterklasse Lese- und Buchstabierübungen, während die Oberklasse das Dienstags Diktierte ins Reine schreibt. Die dritte Stunde bestand aus – wahrscheinlich gemeinsamen – Kopfrechnen und dem nötigste[n] aus der Geographie. An den übrigen Unterrichtstagen, an denen nur jeweils zwei Klassenstufen zeitgleich in der Schule waren, gab es beispielsweise Denkübungen, Katechisation, Lesen im Alten Testament, Langens biblische Geschichten, Ernst Beutlers Sittenlehre, Rechnen- und Formenlehre. Der zugrundeliegende Lectionsplan der Schule zu Rottstock bildete für Jahrzehnte die Basis für die Unterrichtsgestaltung.
In der neuen Gömnigker Schule taucht dann 1903 in einem Inspektionsbericht über den zweiten Lehrer Ferdinand Rätz erstmals ein Turnunterricht mit Freiübungen und Stabturnen auf. Von der Lehrerfrau hieß es, sie gebe mit genügendem Erfolge Handarbeitsunterricht. Wie im oben zitierten Inspektionsbericht von 1930 anklingt, befürwortete die Schulbehörde eine Abkehr von der reinen Lernschule (Drillschule, Paukschule) zu neuzeitlicher Arbeit. Bereits seit Anfang des 20. Jahrhunderts und insbesondere seit den 1920er Jahren versuchte die Reformpädagogik, den Geist der alten Schule zu überwinden und die Lernschule durch eine Arbeitsschule mit einem schülerzentrierten Unterricht zu ersetzen.

### Dorfschule im Nationalsozialismus
Der nächste Lehrer, Otto Kusch, trat 1933 der NSDAP und SA bei und verabschiedete sich nach nur eineinhalbjähriger Tätigkeit aus unbekanntem Grund. Auch der nächste Lehrer gab nur ein kurzes Gastspiel, bis zwischen 1934 und 1939 Emil Schley unterrichtete.

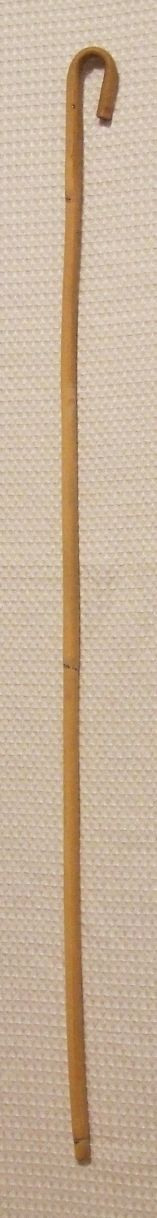
Rohrstock

#### Missbrauch des Züchtigungsrechts
Schley kam nicht freiwillig, sondern wurde aus Luckenwalde wegen Schwierigkeiten mit der Zucht nach Gömnigk versetzt. Diese Schwierigkeiten konnte er nicht abstellen. Ganz im Gegenteil betrieb er das Züchtigungsrecht offenbar mit einer derartigen Härte, dass es selbst in der heraufdämmernden Zeit von Zucht und Ordnung immer wieder zu Beschwerden der Eltern kam (Der Junge konnte nicht lesen und nicht rechnen, darum war er geschlagen worden; Schläge auf den Kopf hätten unterbleiben sollen, zumal der Junge schon immer etwas an den Ohren hat; mit dem Holunderstock einige Schläge auf Rücken und Oberschenkel, wobei der Stock zerbrach; den Herrn Paul sein Kind, der hatt nicht sitzen noch liegen können.). 1935 empfahl der Kreisschulrat eine erneute Versetzung, da trotz wiederholter Verwarnungen […] das Temperament wiederum mit Schley durchgegangen sei. Zu der Versetzung kam es allerdings nicht, denn die Staatsanwaltschaft Potsdam stellte das Verfahren im April 1936 ein. Nach weiteren Entgleisungen des Lehrers und anschließenden Elternprotesten teilte die Schulbehörde mit, wegen des Lehrermangels sei mit einer schnellen Wiederbesetzung der Stelle nicht zu rechnen, was den Gömnigker Bürgermeister zu der Erwiderung veranlasste: Besser gar kein Lehrer, als Schley. Nach weiteren Beschwerden ließ sich Schley dann 1939 selbst nach Groß Gottschow in die Prignitz versetzen.
Im Unterricht spiegelte sich die Zeit beispielsweise im Einüben von Liedern für den demnächst abzuhaltenden deutschen Abend wider. Eine Inspektion kritisierte Ende 1934 die planlose, wenig ergiebige und unvorbereitete Besprechung über das Saargebiet. Das Heraussuchen von zusammengesetzten Dingwörtern aus einem Lesestück wurde für die Oberstufe als zu einfach befunden und beim Heimatkundeunterricht sei dem Lehrer der Unterschied zwischen dem 1./2. und 3./4. Schuljahr nicht geläufig. Beim Rechnen fehlten dem Inspektor die Zusatzaufgaben in den oberen Abteilungen und entgegengesetzte Rechnungsarten fehlten ganz. Der von Krüger auf seinem Dienstland eingerichtete Schulgarten allerdings fand allgemeines Lob.

#### Schulungsleiter der NSDAP-Ortsgruppe Gömnigk
Von 1939 bis zu seiner Einberufung zur Wehrmacht im Jahr 1942 unterrichtete der Leutnant der Reserve, das NSDAP- und SA-Mitglied Hans-Joachim Wittberg, der zugleich Schulungsleiter der NSDAP-Ortsgruppe Gömnigk war. Die typische Erziehung im Nationalsozialismus mit nationalistisch-rassistischer Propaganda und der Erfassung der Jugend in der Hitler-Jugend versuchte Wittberg effizient umzusetzen. Nach dessen Einberufung unterrichtete bis zum Kriegsende der Trebitzer Lehrer Kurt Waschipky, der für diese Aufgabe unabkömmlich gestellt war, beide einklassigen Landschulen. Auch Waschipky war SA-Mitglied und ließ die Schüler in HJ-Kleidung von Trebitz singend zum Kriegerdenkmal am Gömnigker Friedhof ziehen, wenn ein Kriegsopfer zu beklagen war. Er selbst trug bei diesem Aufmarsch die SA-Uniform. Nach seiner Verhaftung im Jahr 1945 starb Waschipky 1947 im Speziallager Nr. 2 in Buchenwald.

### DDR-Zeit und Schließung

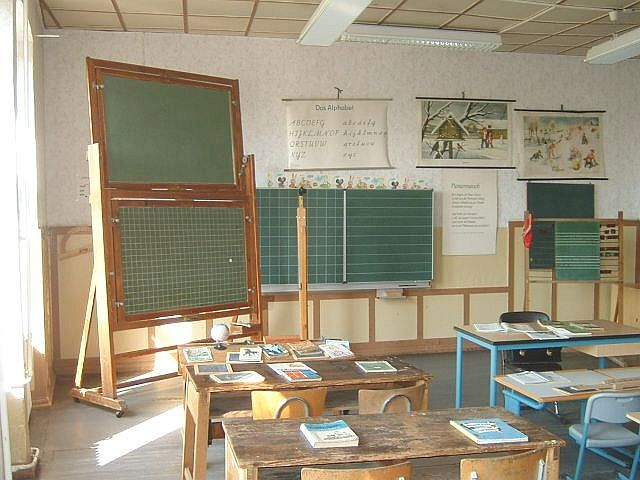
Grundschulklassenzimmer aus der DDR mit Einrichtungsgegenständen aus verschiedenen Epochen

In den letzten Kriegsjahren hatte das Berliner Reichserziehungsministerium tonnenweise Akten des Personalreferats E III vom Amt für Erziehung in die leerstehende Gömnigker Schule verlagert. Nach der Rückführung von 12 Tonnen im Jahr 1947 konnte in der Gömnigker Schule wieder ein regelmäßiger Unterricht beginnen. Die Anfänge des Schulwesens in der damaligen SBZ waren geprägt von einem umfassenden Austausch der Lehrerschaft, die zu 71 % der NSDAP angehört hatte. Die neue Lehrerschaft sollte aus den demokratisch-antifaschistischen Kreisen der deutschen Intelligenz rekrutiert werden. Ferner war der Großteil der Lernmittel zu ersetzen, da sie von der Nazi-Ideologie geprägt waren.
So war der erste Nachkriegslehrer Günter Prescher einer von drei Studenten der Wirtschaftshochschule Berlin, die der Landrat des Kreises Zauch-Belzig an das Bürgermeisteramt in Brück überwiesen hatte. Prescher war parallel bis 1950 Vorsitzender der Gömnigker Gemeindevertretung und verließ 1954 die DDR. Über die weiteren Lehrer geben die Quellen außer den Namen und der Angabe ihrer Dienstzeit keine Auskunft.
Während das Züchtigungsrecht an Schulen in der Bundesrepublik Deutschland noch bis 1973 bestand, schaffte die DDR Körperstrafen an den Schulen 1949 ab. Die sozialistische Ideologie der DDR gewann zunehmend Einfluss auf die Unterrichtsgestaltung und in den 1960/70er Jahren, kurz vor der endgültigen Schulschließung, gehörte auch der größte Teil der Gömnigker Schulkinder der Pionierorganisation Ernst Thälmann an. Ab Mitte der 1960er Jahre gingen die Gömnigker Schüler zum Unterricht in der 1. und 2. Klasse nach Trebitz, um dann die 3. und 4. Klasse in Gömnigk zu absolvieren. 1976 wurde die Schule in Gömnigk geschlossen.

## Feldsteinkirche
Die evangelische Feldsteinkirche befindet sich mit dem umliegenden Friedhof in leicht erhöhter Lage an der Ostseite der Bundesstraße. Sie liegt ungefähr in der Mitte des langgezogenen Straßendorfs.

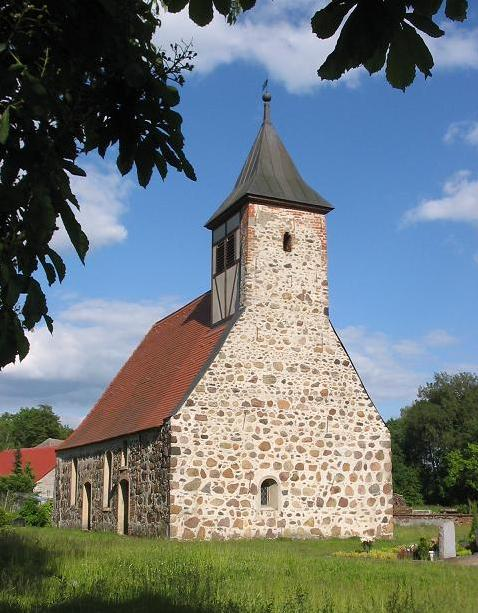
Feldsteinkirche, wahrscheinlich aus dem 14. Jahrhundert

Die zeitliche Einordnung der Kirche ist unklar und schwankt in der einschlägigen Literatur. Die Experten für mittelalterliche Brandenburger Dorfkirchen, Theo Engeser und Konstanze Stehr, halten einen Baubeginn im 14. Jahrhundert für am wahrscheinlichsten. Der einfache, relativ große Rechteckbau (18,85 Meter lang und 9,15 Meter breit) verfügt über einen westlichen Giebelturm mit mittig hochgezogener Giebelwand. Die Mauerwerkslagen bestehen aus unregelmäßigen und einfach gespaltenen Findlingen, die noch deutliche Rundungen aufweisen. Das Nordseitenportal hingegen ist mit einem Ziegelformat ummauert, das gewöhnlich im 17. Jahrhundert verwendet wurde. Die ursprünglichen Fensteröffnungen sind nicht erhalten, die vorhandenen Öffnungen sind weitgehend rundbogig. Die schlichte Bauart, die Mauerwerksausführung und die Form des Westgiebels verweisen auf die Bauart vom Typ Dangelsdorf, der im 14. Jahrhundert mehrfach von Siedlern im Fläming errichtet wurde.
Umbauten und Renovierungen fanden möglicherweise im 15. Jahrhundert und wahrscheinlich ferner im 17. Jahrhundert statt. Der Turm erhielt 1848 ein neues Zeltdach in Form eines Spitzhelms, der mit Kupferplatten gedeckt ist. Die ausgeschnittene Jahreszahl in der krönenden Wetterfahne hält das Baujahr 1848 fest. Ende des 19. Jahrhunderts erfolgte eine weitere Renovierung, bei der der östliche Ziegelanbau hinzukam. Eine grundlegende Innen- und Außensanierung fand zwischen 1990 und 1995 statt. Das Satteldach des Schiffs ist zum östlichen Anbau hin abgewalmt und mit Biberschwanzziegeln gedeckt. Auch den Anbau schließt ein Satteldach mit den gleichen Ziegeln.
Der schlichte Innenraum verfügt über eine Orgelempore und ist flachgedeckt, Innenbögen sind nicht vorhanden. Die hölzerne Kanzel stammt aus dem 17. Jahrhundert und die Taufschale, die aus Zinn gearbeitet ist, aus dem Jahr 1767.

## Quellenlage und Forschung

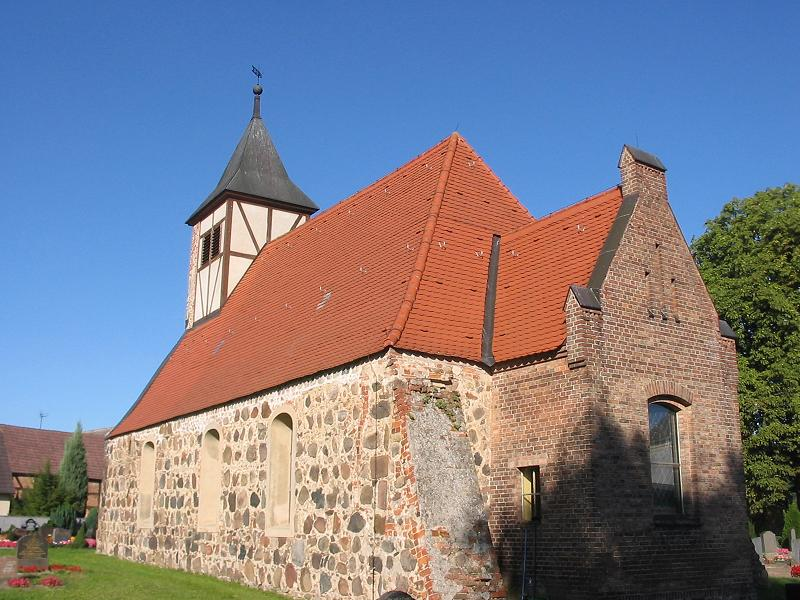
Feldsteinkirche

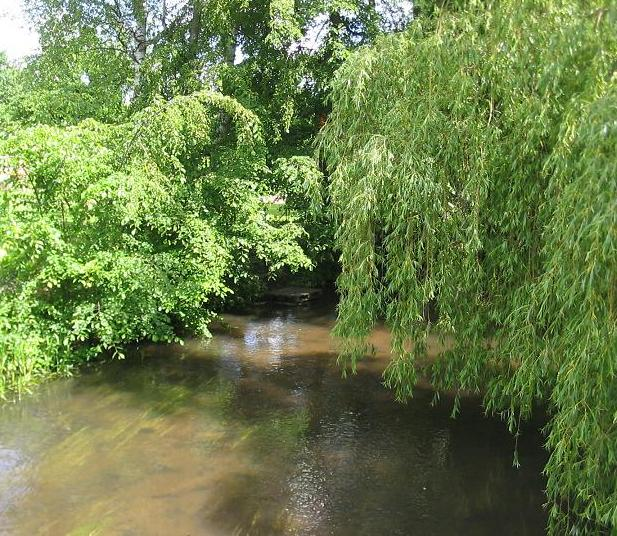
Plane zwischen den beiden Mühlen